# I liga argentyńska w piłce nożnej (1967)
W sezonie 1967 pierwszy raz w historii futbolu argentyńskiego rozegrano w jednym roku dwa turnieje mistrzowskie – rozgrywany od lat stołeczny Campeonato Metropolitano i po raz pierwszy ogólnokrajowy Campeonato Nacional.
Mistrzem Argentyny Metropolitano w sezonie 1967 został Estudiantes La Plata, a wicemistrzem Argentyny Metropolitano został klub Racing Club de Avellaneda.
Pierwszym w historii mistrzem Argentyny Nacional został w sezonie 1967 klub Independiente, a wicemistrzem Argentyny Nacional – klub Estudiantes La Plata.
Do Copa Libertadores 1968 zakwalifikowały się dwa kluby:
- Independiente (mistrz Argentyny Nacional)
- Estudiantes La Plata (wicemistrz Argentyny Nacional)

## Campeonato Metropolitano 1967
Mistrzem Argentyny Metropolitano w sezonie 1967 został klub Estudiantes La Plata, natomiast wicemistrzem Argentyny Metropolitano – Racing Club de Avellaneda. Do drugiej ligi spadły Unión Santa Fe i Deportivo Español. Na ich miejsce awansowały CA Tigre i Los Andes Buenos Aires.

### Kolejka 1
Grupa A
| Data         | Mecz                                                                                      |
| ------------ | ----------------------------------------------------------------------------------------- |
| 3 marca 1967 | Racing Club de Avellaneda – Newell’s Old Boys 0:0                                         |
| 5 marca 1967 | Boca Juniors – CA Argentino de Quilmes 0:0                                                |
| 5 marca 1967 | CA Huracán – Estudiantes La Plata 1:2 Miguel A. Loayza - Rubén Bedogni, Marcos Conigliaro |
| 5 marca 1967 | Atlanta Buenos Aires – Argentinos Juniors 0:1 Osvaldo Sosa                                |
| 5 marca 1967 | Club Atlético Lanús – CA Colón 1:1 Héctor Minitti - Néstor Canevari                       |

Grupa B
| Data         | Mecz |
| ------------ | --- |
| 5 marca 1967 | Deportivo Español – River Plate 1:6 Raúl Pérez - Juan C. Lallana, Daniel Onega (2), Oscar Más (2), Juan C. Sarnari mecz rozegrany został na stadionie klubu CA Tigre |
| 5 marca 1967 | Unión Santa Fe – CA Banfield 1:0 Orlando Ruiz |
| 5 marca 1967 | Gimnasia y Esgrima La Plata – San Lorenzo de Almagro 1:3 Juan C. Trebucq - Héctor Veira, Rafael Albrecht (k), Miguel A. Tojo                                         |
| 5 marca 1967 | Rosario Central – Independiente 0:2 Luis Artime (2) |
| 5 marca 1967 | CA Platense – Chacarita Juniors 3:2 Néstor Subiat, Carlos A. Bulla, Gualberto Muggione (k) - Juan C. Domínguez, Conrado Rabbito                                      |

Mecz międzygrupowy A-B
| Data         | Mecz                                                                                  |
| ------------ | ------------------------------------------------------------------------------------- |
| 5 marca 1967 | Ferro Carril Oeste – CA Vélez Sarsfield 1:3 José B. Leonardi (k) - Juan C. Carone (3) |

### Kolejka 2
Grupa A
| Data          | Mecz |
| ------------- | --- |
| 12 marca 1967 | Argentinos Juniors – Boca Juniors 2:3 Jorge Coch, Fernando Mentasti - Oscar Pianetti, Alfredo Rojas, Miguel Nicolau mecz rozegrany został na stadionie klubu Atlanta Buenos Aires |
| 12 marca 1967 | CA Argentino de Quilmes – Racing Club de Avellaneda 2:3 José Mattera, Miguel A. Basílico (k) - Humberto Maschio, Jaime Martinoli, Fernando Parenti                                |
| 12 marca 1967 | Estudiantes La Plata – Club Atlético Lanús 2:0 Marcos Conigliaro, Juan Echecopar                                                                                                  |
| 12 marca 1967 | Newell’s Old Boys – Vélez Sarsfield 3:1 Juan C. Justich (2), Roque Avallay - Daniel Willington                                                                                    |
| 12 marca 1967 | CA Colón – Atlanta Buenos Aires 2:0 Adalberto Marchesse, Agustín Balbuena |

Grupa B
| Data          | Mecz |
| ------------- | --- |
| 10 marca 1967 | Independiente – Deportivo Español 0:0                                                                             |
| 12 marca 1967 | River Plate – CA Platense 2:3 Luis Cubilla, Ermindo Onega - Gualberto Muggione, Jorge N. Miranda (2)              |
| 12 marca 1967 | CA Banfield – Gimnasia y Esgrima La Plata 4:0 Mario Chaldú, José F. Sanfilippo (3)                                |
| 12 marca 1967 | Ferro Carril Oeste – Rosario Central 0:0                                                                          |
| 12 marca 1967 | Chacarita Juniors – Unión Santa Fe 1:5 Francisco Ferraro - Mario Nogara (3), Orlando Ruiz, Julio C. Fernández (k) |

Mecz międzygrupowy A-B
| Data          | Mecz                                                                   |
| ------------- | ---------------------------------------------------------------------- |
| 12 marca 1967 | CA Huracán – San Lorenzo de Almagro 0:2 Rodolfo Fischer, Narciso Doval |

### Kolejka 3
Grupa A
| Data          | Mecz |
| ------------- | --- |
| 17 marca 1967 | Boca Juniors – CA Colón 2:1 Oscar Pianetti, Miguel Nicolau (k) - Vladas Douskas                                   |
| 19 marca 1967 | Racing Club de Avellaneda – Argentinos Juniors 3:0 Nelson Chabay, Roberto Perfumo (k), Humberto Maschio           |
| 19 marca 1967 | Vélez Sarsfield – CA Argentino de Quilmes 2:0 Juan C. Carone, Omar Wehbe                                          |
| 19 marca 1967 | Atlanta Buenos Aires – Estudiantes La Plata 0:0                                                                   |
| 19 marca 1967 | Club Atlético Lanús – CA Huracán 2:3 Juan J. De Mario, Héctor Minitti - Alfredo Obberti, Miguel A. Loayza (2, 1k) |

Grupa B
| Data          | Mecz |
| ------------- | --- |
| 15 marca 1967 | Unión Santa Fe – River Plate 0:1 Luis Cubilla                                                                           |
| 19 marca 1967 | San Lorenzo de Almagro – CA Banfield 2:2 Rodolfo Fischer, Oscar Calics - Roberto Zárate, José F. Sanfilippo             |
| 19 marca 1967 | CA Platense – Independiente 0:2 Luis Artime, Roberto A. Tarabini                                                        |
| 19 marca 1967 | Deportivo Español – Ferro Carril Oeste 0:1 Eduardo Collado mecz rozegrany został na stadionie klubu CA Tigre            |
| 19 marca 1967 | Gimnasia y Esgrima La Plata – Chacarita Juniors 1:3 Oscar T. López - Juan C. Montes, Juan C. Domínguez, Conrado Rabbito |

Mecz międzygrupowy A-B
| Data          | Mecz                                                  |
| ------------- | ----------------------------------------------------- |
| 19 marca 1967 | Rosario Central – Newell’s Old Boys 1:0 Adolfo Bielli |

### Kolejka 4
Grupa A
| Data          | Mecz |
| ------------- | --- |
| 22 marca 1967 | CA Colón – Racing Club de Avellaneda 1:1 Miguel Reznik - Norberto Raffo                                                                   |
| 26 marca 1967 | Estudiantes La Plata – Boca Juniors 1:0 Juan Echecopar                                                                                    |
| 26 marca 1967 | CA Argentino de Quilmes – Newell’s Old Boys 3:1 Oscar López, Miguel A. Basílico (2, 1k) - Ricardo Ulrich (k)                              |
| 26 marca 1967 | CA Huracán – Atlanta Buenos Aires 3:1 Alfredo Obberti, Miguel A. Loayza (2) - Miguel Raimondo (k)                                         |
| 26 marca 1967 | Argentinos Juniors – Vélez Sarsfield 2:4 Carlos A. Caputo, Fernando Mentasti - Omar Wehbe, Julio Mattos s, Jorge O. Pérez, Juan C. Carone |

Grupa B
| Data          | Mecz |
| ------------- | --- |
| 24 marca 1967 | Ferro Carril Oeste – CA Platense 1:0 Eduardo Collado (k) mecz rozegrany został na stadionie klubu San Lorenzo de Almagro                       |
| 26 marca 1967 | River Plate – Gimnasia y Esgrima La Plata 1:1 Jorge Solari - Oscar T. López                                                                    |
| 26 marca 1967 | Independiente – Unión Santa Fe 3:0 Luis Artime, Roberto A. Tarabini (2, 1k) mecz rozegrany został na stadionie klubu Racing Club de Avellaneda |
| 26 marca 1967 | Chacarita Juniors – San Lorenzo de Almagro 1:2 Conrado Rabbito - Narciso Doval (2)                                                             |
| 26 marca 1967 | Rosario Central – Deportivo Español 2:1 Alfonso Silva Araujo, Aldo P. Poy - Daniel Valledor                                                    |

Mecz międzygrupowy A-B
| Data          | Mecz                                  |
| ------------- | ------------------------------------- |
| 26 marca 1967 | Club Atlético Lanús – CA Banfield 0:0 |

### Kolejka 5
Grupa A
| Data            | Mecz |
| --------------- | --- |
| 31 marca 1967   | Atlanta Buenos Aires – Club Atlético Lanús 3:3 Jorge Domínguez, Roberto Salomone, Jorge Fernández - Martín Pando, Bernardo Acosta (2)   |
| 2 kwietnia 1967 | Newell’s Old Boys – Argentinos Juniors 3:1 Roque Avallay, Juan C. Justich, Ricardo Ulrich (k) - Fernando Mentasti                       |
| 3 kwietnia 1967 | Racing Club de Avellaneda – Estudiantes La Plata 1:2 Juan J. Rodríguez - Juan R. Verón, Marcos Conigliaro                               |
| 4 kwietnia 1967 | Boca Juniors – CA Huracán 3:2 Alfredo Rojas (2), Oscar Pianetti - Miguel A. Loayza, Miguel A. Álvarez                                   |
| 4 kwietnia 1967 | Vélez Sarsfield – CA Colón 5:3 Omar Wehbe (k), Juan C. Carone (3), Daniel Willington - Néstor Canevari, Miguel Reznik, Ernesto Jáuregui |

Grupa B
| Data            | Mecz |
| --------------- | --- |
| 30 marca 1967   | San Lorenzo de Almagro – River Plate 3:2 Rodolfo Fischer (2), Narciso Doval - Eduardo Grispo, Juan C. Lallana |
| 2 kwietnia 1967 | Unión Santa Fe – Ferro Carril Oeste 1:3 Orlando Ruiz - Carlos M. Rodríguez, Ángel H. Paz, Reynaldo Aimonetti  |
| 4 kwietnia 1967 | CA Platense – Rosario Central 2:0 Néstor Subiat, Jorge N. Miranda                                             |
| 5 kwietnia 1967 | Gimnasia y Esgrima La Plata – Independiente 1:0 Oscar T. López (k)                                            |
| 6 kwietnia 1967 | CA Banfield – Chacarita Juniors 2:0 Juan C. Zapata, Mario Chaldú                                              |

Mecz międzygrupowy A-B
| Data            | Mecz |
| --------------- | --- |
| 5 kwietnia 1967 | Deportivo Español – CA Argentino de Quilmes 0:3 Oscar Salinas s, Félix Leeb (2) mecz rozegrany został na stadionie klubu Tigre |

### Kolejka 6
Grupa A
| Data            | Mecz |
| --------------- | --- |
| 9 kwietnia 1967 | Estudiantes La Plata – Vélez Sarsfield 1:0 Carlos Bilardo                                                        |
| 9 kwietnia 1967 | Club Atlético Lanús – Boca Juniors 1:3 Ángel Silva (k) - Oscar Pianetti (2), Ángel C. Rojas                      |
| 9 kwietnia 1967 | Argentinos Juniors – CA Argentino de Quilmes 1:1 Fernando Mentasti - Pedro Prospitti                             |
| 9 kwietnia 1967 | CA Colón – Newell’s Old Boys 0:0                                                                                 |
| 9 kwietnia 1967 | CA Huracán – Racing Club de Avellaneda 1:4 Alfredo Obberti - Juan J. Rodríguez (2), Norberto Raffo, Joao Cardoso |

Grupa B
| Data             | Mecz |
| ---------------- | --- |
| 9 kwietnia 1967  | Independiente – San Lorenzo de Almagro 3:1 Roberto A. Tarabini (2, 1k), Luis Artime - Miguel A. Tojo                                       |
| 9 kwietnia 1967  | Ferro Carril Oeste – Gimnasia y Esgrima La Plata 0:2 Alfredo Sosa, Mario Pardo                                                             |
| 9 kwietnia 1967  | Rosario Central – Unión Santa Fe 2:2 Héctor Pignani, Aldo P. Poy - Victorio Cocco, Miguel A. Villegas                                      |
| 9 kwietnia 1967  | Deportivo Español – CA Platense 0:4 Carlos A. Bulla, Néstor Subiat (2), Jorge N. Miranda mecz rozegrany został na stadionie klubu CA Tigre |
| 10 kwietnia 1967 | River Plate – CA Banfield 2:0 Juan C. Lallana, Roberto Matosas (k)                                                                         |

Mecz międzygrupowy A-B
| Data            | Mecz                                                                               |
| --------------- | ---------------------------------------------------------------------------------- |
| 9 kwietnia 1967 | Atlanta Buenos Aires – Chacarita Juniors 3:0 Roberto Salomone (2), Jorge Domínguez |

### Kolejka 7
Grupa A
| Data             | Mecz |
| ---------------- | --- |
| 13 kwietnia 1967 | Racing Club de Avellaneda – Club Atlético Lanús 2:1 Roberto Perfumo, Norberto Raffo - Bernardo Acosta        |
| 16 kwietnia 1967 | Boca Juniors – Atlanta Buenos Aires 2:2 Ángel C. Rojas, Víctor H. Romero - Roberto Salomone, Jorge Domínguez |
| 16 kwietnia 1967 | Newell’s Old Boys – Estudiantes La Plata 2:0 Ricardo Ulrich (2)                                              |
| 16 kwietnia 1967 | Vélez Sarsfield – CA Huracán 1:2 Juan C. Carone - Alfredo Obberti, Hugo Tedesco                              |
| 16 kwietnia 1967 | CA Argentino de Quilmes – CA Colón 0:0                                                                       |

Grupa B
| Data             | Mecz |
| ---------------- | --- |
| 14 kwietnia 1967 | Gimnasia y Esgrima La Plata – Rosario Central 4:0 Mario Pardo, Carlos Castillo, Oscar T. López, Néstor Borgogno |
| 16 kwietnia 1967 | CA Banfield – Independiete 0:0                                                                                  |
| 16 kwietnia 1967 | San Lorenzo de Almagro – Ferro Carril Oeste 0:1 Raúl Noguera                                                    |
| 16 kwietnia 1967 | Chacarita Juniors – River Plate 1:1 Jorge Olmedo - Oscar Más                                                    |
| 16 kwietnia 1967 | Unión Santa Fe – Deportivo Español 1:0 Miguel A. Villegas                                                       |

Mecz międzygrupowy A-B
| Data             | Mecz |
| ---------------- | --- |
| 16 kwietnia 1967 | CA Platense – Argentinos Juniors 4:1 Gualberto Muggione (k), Néstor Subiat, Luis Medina, Jorge N. Miranda - Carlos Medero |

### Kolejka 8
Grupa A
| Data             | Mecz |
| ---------------- | --- |
| 21 kwietnia 1967 | Estudiantes La Plata – CA Argentino de Quilmes 2:0 Rubén Bedogni (2)                                                                                             |
| 23 kwietnia 1967 | Club Atlético Lanús – Vélez Sarsfield 0:1 Juan C. Carone |
| 23 kwietnia 1967 | CA Huracán – Newell’s Old Boys 3:1 José Diez, Hugo Tedesco, Alfredo Obberti - Ricardo Ulrich (k) mecz rozegrany został na stadionie klubu San Lorenzo de Almagro |
| 23 kwietnia 1967 | Atlanta Buenos Aires – Racing Club de Avellaneda 0:1 Joao Cardoso                                                                                                |
| 23 kwietnia 1967 | CA Colón – Argentinos Juniors 2:0 Raúl Cardozo Crespo (2) |

Grupa B
| Data             | Mecz |
| ---------------- | --- |
| 23 kwietnia 1967 | Rosario Central – San Lorenzo de Almagro 0:0                                                                                                |
| 23 kwietnia 1967 | CA Platense – Unión Santa Fe 2:1 Gualberto Muggione (2) - Julio C. Fernández                                                                |
| 23 kwietnia 1967 | Deportivo Español – Gimnasia y Esgrima La Plata 1:2 Christian Rudzki - Oscar T. López (2) mecz rozegrany został na stadionie klubu CA Tigre |
| 23 kwietnia 1967 | Ferro Carril Oeste – CA Banfield 2:1 Raúl Noguera, Eduardo Collado - Roberto Zárate                                                         |
| 23 kwietnia 1967 | Independiente – Chacarita Juniors 5:0 Luis Artime (3), Roberto A. Tarabini (2)                                                              |

Mecz międzygrupowy A-B
| Data             | Mecz                           |
| ---------------- | ------------------------------ |
| 23 kwietnia 1967 | Boca Juniors – River Plate 0:0 |

### Kolejka 9
Grupa A
| Data             | Mecz |
| ---------------- | --- |
| 30 kwietnia 1967 | Argentinos Juniors – Estudiantes La Plata 0:1 Rubén Bedogni                                                 |
| 30 kwietnia 1967 | CA Argentino de Quilmes – CA Huracán 2:2 José Mattera, Pedro Prospitti - Alfredo Obberti (2)                |
| 30 kwietnia 1967 | Newell’s Old Boys – Club Atlético Lanús 1:3 Ricardo Ulrich - Martín Pando, Juan J. De Mario, Héctor Minitti |
| 30 kwietnia 1967 | Vélez Sarsfield – Atlanta Buenos Aires 3:1 Daniel Willington, Omar Wehbe, Juan C. Carone - Roberto Salomone |
| 30 kwietnia 1967 | Racing Club de Avellaneda – Boca Juniors 2:1 Juan J. Rodríguez (2) - Alfredo Rojas                          |

Grupa B
| Data             | Mecz |
| ---------------- | --- |
| 28 kwietnia 1967 | Chacarita Juniors – Ferro Carril Oeste 1:1 Francisco Ferraro - Eduardo Collado mecz rozegrany został na stadionie klubu CA Platense |
| 30 kwietnia 1967 | River Plate – Independiente 2:1 Jorge Solari, Juan C. Sarnari - José O. Pastoriza                                                   |
| 30 kwietnia 1967 | Gimnasia y Esgrima La Plata – CA Platense 2:1 Carlos Castillo, Oscar T. López (k) - Carlos A. Bulla                                 |
| 30 kwietnia 1967 | San Lorenzo de Almagro – Deportivo Español 1:2 Narciso Doval - Daniel Valledor, Christian Rudzki                                    |
| 30 kwietnia 1967 | CA Banfield – Rosario Central 2:0 Eliseo Álvarez, José F. Sanfilippo                                                                |

Mecz międzygrupowy A-B
| Data             | Mecz                          |
| ---------------- | ----------------------------- |
| 30 kwietnia 1967 | Unión Santa Fe – CA Colón 0:0 |

### Kolejka 10
Grupa A
| Data        | Mecz |
| ----------- | --- |
| 5 maja 1967 | CA Huracán – Argentinos Juniors 2:2 Jorge Davino (k), Alfredo Obberti - Roberto Puppo, Fernando Mentasti mecz rozegrany został na stadionie klubu San Lorenzo de Almagro |
| 7 maja 1967 | Boca Juniors – Vélez Sarsfield 1:1 Alfredo Rojas - Juan C. Carone |
| 7 maja 1967 | Estudiantes La Plata – CA Colón 2:0 Juan Echecopar, Eduardo Flores |
| 7 maja 1967 | Club Atlético Lanús – CA Argentino de Quilmes 0:0 |
| 7 maja 1967 | Atlanta Buenos Aires – Newell’s Old Boys 1:0 Jorge Domínguez |

Grupa B
| Data        | Mecz                                                                                  |
| ----------- | ------------------------------------------------------------------------------------- |
| 7 maja 1967 | Ferro Carril Oeste – River Plate 1:0 Carlos A. Vidal                                  |
| 7 maja 1967 | CA Platense – San Lorenzo de Almagro 2:1 Carlos A. Bulla (2) - Narciso Doval          |
| 7 maja 1967 | Deportivo Español – CA Banfield 0:0 mecz rozegrany został na stadionie klubu CA Tigre |
| 7 maja 1967 | Unión Santa Fe – Gimnasia y Esgrima La Plata 0:2 Carlos Castillo, Oscar T. López      |
| 7 maja 1967 | Rosario Central – Chacarita Juniors 2:1 Adolfo Bielli (2, 1k) - Francisco Ferraro     |

Mecz międzygrupowy A-B
| Data        | Mecz                                                              |
| ----------- | ----------------------------------------------------------------- |
| 7 maja 1967 | Racing Club de Avellaneda – Independiente 0:1 Roberto A. Tarabini |

### Kolejka 11
Grupa A
| Data         | Mecz                                                                      |
| ------------ | ------------------------------------------------------------------------- |
| 14 maja 1967 | Vélez Sarsfield – Racing Club de Avellaneda 0:0                           |
| 14 maja 1967 | Newell’s Old Boys – Boca Juniors 0:2 Alfredo Rojas (2)                    |
| 14 maja 1967 | CA Colón – CA Huracán 1:1 Miguel Resnik - Miguel A. Loayza                |
| 14 maja 1967 | CA Argentino de Quilmes – Atlanta Buenos Aires 1:0 Félix Leeb             |
| 14 maja 1967 | Argentinos Juniors – Club Atlético Lanús 0:2 Bernardo Acosta, Ángel Silva |

Grupa B
| Data         | Mecz                                                                                           |
| ------------ | ---------------------------------------------------------------------------------------------- |
| 12 maja 1967 | San Lorenzo de Almagro – Unión Santa Fe 2:1 Rodolfo Fischer, Héctor Veira - Julio C. Fernández |
| 14 maja 1967 | Independiente – Ferro Carril Oeste 0:1 Eduardo Collado                                         |
| 14 maja 1967 | River Plate – Rosario Central 1:1 Juan C. Sarnari - José Mesiano                               |
| 14 maja 1967 | CA Banfield – CA Platense 1:0 Juan C. Zapata                                                   |
| 14 maja 1967 | Chacarita Juniors – Deportivo Español 1:1 Jorge Olmedo - Daniel Valledor                       |

Mecz międzygrupowy A-B
| Data         | Mecz                                                   |
| ------------ | ------------------------------------------------------ |
| 14 maja 1967 | Gimnasia y Esgrima La Plata – Estudiantes La Plata 0:0 |

### Kolejka 12
Grupa A
| Data         | Mecz                                                                                                 |
| ------------ | --- |
| 21 maja 1967 | Estudiantes La Plata – CA Huracán 1:1 Marcos Conigliaro - Miguel A. Loayza                           |
| 21 maja 1967 | Newell’s Old Boys – Racing Club de Avellaneda 0:0                                                    |
| 21 maja 1967 | CA Argentino de Quilmes – Boca Juniors 2:1 Roberto Santiago, Miguel A. Basílico (k) - Ángel C. Rojas |
| 21 maja 1967 | CA Colón – Club Atlético Lanús 1:1 Miguel Reznik - Bernardo Acosta                                   |
| 21 maja 1967 | Argentinos Juniors – Atlanta Buenos Aires 2:1 Antonio Rojas, Roberto Puppo - Jorge Domínguez         |

Grupa B
| Data         | Mecz |
| ------------ | --- |
| 19 maja 1967 | Independiente – Rosario Central 1:1 Roberto A. Tarabini (k) - Adolfo Bielli (k)                              |
| 21 maja 1967 | River Plate – Deportivo Español 1:3 Roberto Matosas - Alberto Cattania, Carlos Veglio, Daniel Valledor       |
| 21 maja 1967 | San Lorenzo de Almagro – Gimnasia y Esgrima La Plata 1:0 Héctor Veira                                        |
| 21 maja 1967 | Chacarita Juniors – CA Platense 2:4 Ángel Marcos, Juan C. Domínguez - Fernando L. Lavezzi (3), Néstor Subiat |
| 21 maja 1967 | CA Banfield – Unión Santa Fe 0:1 Mario Nogara                                                                |

Mecz międzygrupowy A-B
| Data         | Mecz |
| ------------ | --- |
| 21 maja 1967 | CA Vélez Sarsfield – Ferro Carril Oeste 1:3 Omar Wehbe - José B. Leonardi, Eduardo Collado, Carlos A. Vidal |

### Kolejka 13
Grupa A
| Data         | Mecz |
| ------------ | --- |
| 26 maja 1967 | Racing Club de Avellaneda – CA Argentino de Quilmes 1:1 Roberto Perfumo (k) - Roberto Santiago           |
| 28 maja 1967 | Club Atlético Lanús – Estudiantes La Plata 4:2 Bernardo Acosta (2), Ángel Silva (2) - Felipe Ribaudo (2) |
| 28 maja 1967 | Vélez Sarsfield – Newell’s Old Boys 1:1 Daniel Willington - Ricardo Prougenes                            |
| 28 maja 1967 | Boca Juniors – Argentinos Juniors 1:1 José L. Luna - Héctor Toublanc                                     |
| 28 maja 1967 | Atlanta Buenos Aires – CA Colón 2:2 Jorge Domínguez (2) - Raúl Cardozo Crespo (2)                        |

Grupa B
| Data         | Mecz |
| ------------ | --- |
| 28 maja 1967 | CA Platense – River Plate 1:1 Luis Medina - Juan C. Sarnari                                                                  |
| 28 maja 1967 | Deportivo Español – Independiente 0:3 Roberto A. Tarabini (2), Raúl Bernao mecz rozegrany został na stadionie klubu CA Tigre |
| 28 maja 1967 | Rosario Central – Ferro Carril Oeste 1:0 Miguel A. López s                                                                   |
| 28 maja 1967 | Gimnasia y Esgrima La Plata – CA Banfield 3:1 Oscar T. López (2), Néstor Borgogno - Mario Chaldú                             |
| 28 maja 1967 | Unión Santa Fe – Chacarita Juniors 0:0                                                                                       |

Mecz międzygrupowy A-B
| Data         | Mecz                                                                                 |
| ------------ | ------------------------------------------------------------------------------------ |
| 28 maja 1967 | San Lorenzo de Almagro – CA Huracán 2:1 Héctor Veira, Rodolfo Fischer - Alejo Medina |

### Kolejka 14
Grupa A
| Data           | Mecz |
| -------------- | --- |
| 4 czerwca 1967 | Argentinos Juniors – Racing Club de Avellaneda 0:2 Joao Cardoso (2) mecz rozegrany został na stadionie klubu Atlanta Buenos Aires |
| 4 czerwca 1967 | CA Colón – Boca Juniors 0:3 Alfredo Rojas, Ángel C. Rojas (2)                                                                     |
| 4 czerwca 1967 | Estudiantes La Plata – Atlanta Buenos Aires 1:0 Juan R. Verón                                                                     |
| 4 czerwca 1967 | CA Argentino de Quilmes – Vélez Sarsfield 1:3 Miguel A. Basílico - Omar Wehbe (2, 1k), Juan C. Carone                             |
| 4 czerwca 1967 | CA Huracán – Club Atlético Lanús 1:1 Roberto Avalos s - Juan J. De Mario (k)                                                      |

Grupa B
| Data           | Mecz                                                                                |
| -------------- | ----------------------------------------------------------------------------------- |
| 4 czerwca 1967 | Independiente – CA Platense 1:2 Raúl Savoy - Jorge N. Miranda, Fernando L. Lavezzi  |
| 4 czerwca 1967 | Ferro Carril Oeste – Deportivo Español 0:1 José M. Souto                            |
| 4 czerwca 1967 | CA Banfield – San Lorenzo de Almagro 1:0 Galdino Luraschi                           |
| 4 czerwca 1967 | Chacarita Juniors – Gimnasia y Esgrima La Plata 1:1 Francisco Ferraro - Mario Pardo |
| 5 czerwca 1967 | River Plate – Unión Santa Fe 0:1 Julio C. Fernández                                 |

Mecz międzygrupowy A-B
| Data           | Mecz                                                                              |
| -------------- | --------------------------------------------------------------------------------- |
| 4 czerwca 1967 | Newell’s Old Boys – Rosario Central 1:2 Roque Avallay - Enzo Gennoni, Aldo P. Poy |

### Kolejka 15
Grupa A
| Data            | Mecz |
| --------------- | --- |
| 9 czerwca 1967  | Vélez Sarsfield – Argentinos Juniors 0:0 mecz rozegrany został na stadionie klubu San Lorenzo de Almagro |
| 11 czerwca 1967 | Boca Juniors – Estudiantes La Plata 1:0 Silvio Marzolini                                                 |
| 11 czerwca 1967 | Racing Club de Avellaneda – CA Colón 2:1 Fernando Parenti, Juan J. Rodríguez - Miguel Reznik             |
| 11 czerwca 1967 | Atlanta Buenos Aires – CA Huracán 2:1 Roberto Salomone, Jorge Domínguez - Sebastián Viberti              |
| 11 czerwca 1967 | Newell’s Old Boys – CA Argentino de Quilmes 3:1 Roque Avallay (2), Ricardo Ulrich - Andrés Bertolotti    |

Grupa B
| Data            | Mecz                                                                                                 |
| --------------- | --- |
| 11 czerwca 1967 | Gimnasia y Esgrima La Plata – River Plate 2:1 Carlos Castillo (2) - Oscar Más                        |
| 11 czerwca 1967 | CA Platense – Ferro Carril Oeste 2:0 Jorge N. Miranda, Néstor Subiat                                 |
| 11 czerwca 1967 | San Lorenzo de Almagro – Chacarita Juniors 2:1 Rafael Albrecht (k), Héctor Veira - Jorge Sofraniciuk |
| 11 czerwca 1967 | Unión Santa Fe – Independiente 1:1 Victorio Cocco - Omar J. Diéguez                                  |
| 11 czerwca 1967 | Deportivo Español – Rosario Central 0:0 mecz rozegrany został na stadionie klubu CA Tigre            |

Mecz międzygrupowy A-B
| Data            | Mecz                                  |
| --------------- | ------------------------------------- |
| 11 czerwca 1967 | CA Banfield – Club Atlético Lanús 0:0 |

### Kolejka 16
Grupa A
| Data            | Mecz |
| --------------- | --- |
| 18 czerwca 1967 | Estudiantes La Plata – Racing Club de Avellaneda 1:0 Eduardo Manera                                                             |
| 18 czerwca 1967 | CA Huracán – Boca Juniors 1:1 Miguel A. Loayza - Ángel C. Rojas                                                                 |
| 18 czerwca 1967 | Club Atlético Lanús – Atlanta Buenos Aires 5:1 Héctor Minitti, Bernardo Acosta (4) - Jorge Fernández                            |
| 18 czerwca 1967 | Argentinos Juniors – Newell’s Old Boys 3:2 Marcos Cominelli, Roberto Puppo, Osvaldo Sosa - Ricardo Vizzo (k), Ricardo Prougenes |
| 18 czerwca 1967 | CA Colón – Vélez Sarsfield 1:0 Agustín Balbuena                                                                                 |

Grupa B
| Data            | Mecz |
| --------------- | --- |
| 16 czerwca 1967 | Chacarita Juniors – CA Banfield 1:1 Juan C. Montes - Luis Maidana mecz rozegrany został na stadionie klubu San Lorenzo de Almagro |
| 18 czerwca 1967 | River Plate – San Lorenzo de Almagro 1:2 Oscar Más - Héctor Veira, Rodolfo Fischer                                                |
| 18 czerwca 1967 | Rosario Central – CA Platense 2:0 Adolfo Bielli (2, 2k)                                                                           |
| 18 czerwca 1967 | Independiente – Gimnasia y Esgrima La Plata 4:0 Raúl Bernao (2), Roberto A. Tarabini (2, 1k)                                      |
| 18 czerwca 1967 | Ferro Carril Oeste – Unión Santa Fe 1:1 Carlos A. Vidal - Julio C. Fernández                                                      |

Mecz międzygrupowy A-B
| Data            | Mecz                                                                               |
| --------------- | ---------------------------------------------------------------------------------- |
| 18 czerwca 1967 | CA Argentino de Quilmes – Deportivo Español 1:1 José Mattera (k) - Daniel Valledor |

### Kolejka 17
Grupa A
| Data            | Mecz                                                                                       |
| --------------- | ------------------------------------------------------------------------------------------ |
| 23 czerwca 1967 | Boca Juniors – Club Atlético Lanús 1:1 Marcos Zarich - Juan J. De Mario (k)                |
| 25 czerwca 1967 | Racing Club de Avellaneda – CA Huracán 0:0                                                 |
| 25 czerwca 1967 | Vélez Sarsfield – Estudiantes La Plata 2:0 Juan C. Carone, Omar Wehbe                      |
| 25 czerwca 1967 | Newell’s Old Boys – CA Colón 2:0 Mario Zucca Silva, Roque Avallay                          |
| 25 czerwca 1967 | CA Argentino de Quilmes – Argentinos Juniors 3:0 José Yudica, Félix Leeb, José Mattera (k) |

Grupa B
| Data            | Mecz                                                                                  |
| --------------- | ------------------------------------------------------------------------------------- |
| 25 czerwca 1967 | CA Banfield – River Plate 0:2 Oscar Más, José M. Ramos Delgado s                      |
| 25 czerwca 1967 | San Lorenzo de Almagro – Independiente 0:0                                            |
| 25 czerwca 1967 | Gimnasia y Esgrima La Plata – Ferro Carril Oeste 1:1 Mario Pardo - Hugo Martínez      |
| 25 czerwca 1967 | Unión Santa Fe – Rosario Central 0:0                                                  |
| 25 czerwca 1967 | CA Platense – Deportivo Español 2:1 Carlos A. Bulla, Néstor Subiat - Alberto Cattania |

Mecz międzygrupowy A-B
| Data            | Mecz |
| --------------- | --- |
| 25 czerwca 1967 | Chacarita Juniors – Atlanta Buenos Aires 3:2 Alfredo Bissio, Francisco Ferraro, Calos M. García Cambón - Roberto Salomone (2) |

### Kolejka 18
Grupa A
| Data            | Mecz                                                                                              |
| --------------- | ------------------------------------------------------------------------------------------------- |
| 30 czerwca 1967 | Estudiantes La Plata – Newell’s Old Boys 2:2 Juan Echecopar (2) - Ricardo Ulrich, Juan Sarrachini |
| 2 lipca 1967    | Atlanta Buenos Aires – Boca Juniors 1:1 Roberto Salomone - Norberto Menéndez                      |
| 2 lipca 1967    | Club Atlético Lanús – Racing Club de Avellaneda 1:2 Bernardo Acosta - Rubén Díaz, Norberto Raffo  |
| 2 lipca 1967    | CA Huracán – Vélez Sarsfield 0:3 Jorge O. Pérez, Omar Wehbe, Juan C. Carone                       |
| 2 lipca 1967    | CA Colón – CA Argentino de Quilmes 0:0                                                            |

Grupa B
| Data         | Mecz |
| ------------ | --- |
| 2 lipca 1967 | Ferro Carril Oeste – San Lorenzo de Almagro 2:0 Eduardo Collado, Hugo Martínez                                                                             |
| 2 lipca 1967 | Independiente – CA Banfield 3:1 Luis Artime, Roberto A. Tarabini (2, 1k) - Mario Chaldú                                                                    |
| 2 lipca 1967 | River Plate – Chacarita Juniors 4:1 Oscar Más (2), Daniel Bayo, Daniel Onega - Francisco Ferraro                                                           |
| 2 lipca 1967 | Rosario Central – Gimnasia y Esgrima La Plata 2:0 Adolfo Bielli (2, 2k)                                                                                    |
| 2 lipca 1967 | Deportivo Español – Unión Santa Fe 3:1 Hugo Figueroa s, Alberto Cattania, José M. Souto - Mario Zanabria mecz rozegrany został na stadionie klubu CA Tigre |

Mecz międzygrupowy A-B
| Data         | Mecz                                                                                  |
| ------------ | ------------------------------------------------------------------------------------- |
| 2 lipca 1967 | Argentinos Juniors – CA Platense 2:1 Fernando Mentasti, Héctor Toublanc - Luis Medina |

### Kolejka 19
Grupa A
| Data         | Mecz |
| ------------ | --- |
| 8 lipca 1967 | CA Argentino de Quilmes – Estudiantes La Plata 0:0                                                                      |
| 8 lipca 1967 | Vélez Sarsfield – Club Atlético Lanús 2:0 Juan C. Carone, Omar Wehbe                                                    |
| 8 lipca 1967 | Racing Club de Avellaneda – Atlanta Buenos Aires 2:2 Humberto Maschio, Alfio Basile - Roberto Salomone, Jorge Fernández |
| 8 lipca 1967 | Newell’s Old Boys – CA Huracán 0:0                                                                                      |
| 8 lipca 1967 | Argentinos Juniors – CA Colón 0:0                                                                                       |

Grupa B
| Data         | Mecz                                                                                                  |
| ------------ | --- |
| 7 lipca 1967 | Gimnasia y Esgrima La Plata – Deportivo Español 1:2 Oscar T. López (k) - Christian Rudzki, Raúl Pérez |
| 8 lipca 1967 | San Lorenzo de Almagro – Rosario Central 1:2 Héctor Veira - Ricardo Palma, Enzo Gennoni               |
| 8 lipca 1967 | Chacarita Juniors – Independiente 0:0                                                                 |
| 8 lipca 1967 | Unión Santa Fe – CA Platense 1:1 Orlando Ruiz - Juan C. Murúa                                         |
| 8 lipca 1967 | CA Banfield – Ferro Carril Oeste 1:1 Rubén Bertulessi - Jorge Masalis s                               |

Mecz międzygrupowy A-B
| Data         | Mecz                                       |
| ------------ | ------------------------------------------ |
| 8 lipca 1967 | River Plate – Boca Juniors 1:0 Daniel Bayo |

### Kolejka 20
Grupa A
| Data          | Mecz |
| ------------- | --- |
| 14 lipca 1967 | Atlanta Buenos Aires – Vélez Sarsfield 0:0                                                                                |
| 16 lipca 1967 | Boca Juniors – Racing Club de Avellaneda 0:0                                                                              |
| 16 lipca 1967 | Estudiantes La Plata – Argentinos Juniors 1:1 Juan S. Verón - Jorge Coch                                                  |
| 16 lipca 1967 | CA Huracán – CA Argentino de Quilmes 4:2 Hugo Tedesco, Alfredo Obberti (2), Luis Vera Díaz - Pedro Prospitti, Oscar López |
| 16 lipca 1967 | Club Atlético Lanús – Newell’s Old Boys 1:0 Bernardo Acosta                                                               |

Grupa B
| Data          | Mecz |
| ------------- | --- |
| 16 lipca 1967 | Independiente – River Plate 1:0 Luis Artime                                                                                                 |
| 16 lipca 1967 | Rosario Central – CA Banfield 1:1 Luis A. Giribet - Juan C. Zapata                                                                          |
| 16 lipca 1967 | CA Platense – Gimnasia y Esgrima La Plata 3:1 Néstor Subiat, Luis Medina (2, 1k) - Carlos M. Conde Méndez                                   |
| 16 lipca 1967 | Ferro Carril Oeste – Chacarita Juniors 1:2 Carlos M. Rodríguez - Juan C. Montes, Horacio Neumann                                            |
| 16 lipca 1967 | Deportivo Español – San Lorenzo de Almagro 2:2 Raúl Pérez (2, 1k) - Pedro A. González (2) mecz rozegrany został na stadionie klubu CA Tigre |

Mecz międzygrupowy A-B
| Data          | Mecz                                                          |
| ------------- | ------------------------------------------------------------- |
| 16 lipca 1967 | CA Colón – Unión Santa Fe 1:1 Carlos A. Colman - Mario Nogara |

### Kolejka 21
Grupa A
| Data          | Mecz |
| ------------- | --- |
| 23 lipca 1967 | Vélez Sarsfield – Boca Juniors 1:1 Omar Wehbe - Nicolás Novello                                                     |
| 23 lipca 1967 | CA Argentino de Quilmes – Club Atlético Lanús 2:7 Oscar López, Félix Leeb - Bernardo Acosta (5), Héctor Minitti (2) |
| 23 lipca 1967 | CA Colón – Estudiantes La Plata 0:0                                                                                 |
| 23 lipca 1967 | Argentinos Juniors – CA Huracán 1:1 Fernando Mentasti - Alfredo Obberti                                             |
| 23 lipca 1967 | Newell’s Old Boys – Atlanta Buenos Aires 0:0                                                                        |

Grupa B
| Data          | Mecz |
| ------------- | --- |
| 21 lipca 1967 | San Lorenzo de Almagro – CA Platense 3:0 Rodolfo Fischer (2), Pedro A. González                                                |
| 23 lipca 1967 | River Plate – Ferro Carril Oeste 1:0 Luis Cubilla                                                                              |
| 23 lipca 1967 | Gimnasia y Esgrima La Plata – Unión Santa Fe 0:0                                                                               |
| 23 lipca 1967 | Chacarita Juniors – Rosario Central 2:5 Ángel Marcos, Francisco Ferraro - Adolfo Bielli (3, 1k), Enzo Gennoni, Luis A. Giribet |
| 23 lipca 1967 | CA Banfield – Deportivo Español 2:0 Roberto Zárate, Juan C. Zapata                                                             |

Mecz międzygrupowy A-B
| Data          | Mecz                                                                               |
| ------------- | ---------------------------------------------------------------------------------- |
| 23 lipca 1967 | Independiente – Racing Club de Avellaneda 0:3 Norberto Raffo (2), Humberto Maschio |

### Kolejka 22
Grupa A
| Data            | Mecz |
| --------------- | --- |
| 31 lipca 1967   | CA Huracán – CA Colón 0:0                                                                                                  |
| 1 sierpnia 1967 | Racing Club de Avellaneda – Vélez Sarsfield 1:1 Humberto Maschio (k) - Daniel Willington                                   |
| 5 sierpnia 1967 | Atlanta Buenos Aires – CA Argentino de Quilmes 1:2 Jorge Fernández - Félix Leeb, José Mattera                              |
| 5 sierpnia 1967 | Club Atlético Lanús – Argentinos Juniors 6:1 Juan J. De Mario (2, 1k), Ángel Silva (3), Héctor Minitti - Fernando Mentasti |
| 5 sierpnia 1967 | Boca Juniors – Newell’s Old Boys 2:0 Nicolás Novello, Alfredo Rojas                                                        |

Grupa B
| Data            | Mecz |
| --------------- | --- |
| 30 lipca 1967   | Unión Santa Fe – San Lorenzo de Almagro 2:2 Victorio Cocco, Pedro Mansilla - Rodolfo Fischer, Pedro A. González                                |
| 30 lipca 1967   | Rosario Central – River Plate 0:1 Luis Cubilla                                                                                                 |
| 1 sierpnia 1967 | Ferro Carril Oeste – Independiente 2:2 Eduardo Collado, Reynaldo Aimonetti - Roberto A. Tarabini (k), Juan C. Giuliano s                       |
| 1 sierpnia 1967 | CA Platense – CA Banfield 3:1 Fernando L. Lavezzi (3) - Juan C. Zapata                                                                         |
| 5 sierpnia 1967 | Deportivo Español – Chacarita Juniors 1:2 Alberto Cattania - Horacio Neumann, Juan C. Montes mecz rozegrany został na stadionie klubu CA Tigre |

Mecz międzygrupowy A-B
| Data            | Mecz |
| --------------- | --- |
| 1 sierpnia 1967 | Estudiantes La Plata – Gimnasia y Esgrima La Plata 3:0 Juan R. Verón, Juan Echecopar, Marcos Conigliaro |

### Tabele
| Poz | Klub                      | Mecze | Zw | Rem | Por | Pkt | BrZd | BrStr |
| --- | ------------------------- | ----- | -- | --- | --- | --- | ---- | ----- |
| 1   | Racing Club de Avellaneda | 22    | 10 | 9   | 3   | 29  | 30   | 16    |
| 2   | Estudiantes La Plata      | 22    | 11 | 7   | 4   | 29  | 24   | 15    |
| 3   | CA Vélez Sarsfield        | 22    | 10 | 7   | 5   | 27  | 35   | 22    |
| 4   | Boca Juniors              | 22    | 8  | 10  | 4   | 26  | 29   | 20    |
| 5   | Club Atlético Lanús       | 22    | 7  | 8   | 7   | 22  | 40   | 29    |
| 6   | CA Argentino de Quilmes   | 22    | 6  | 9   | 7   | 21  | 27   | 32    |
| 7   | CA Huracán                | 22    | 5  | 10  | 7   | 20  | 30   | 34    |
| 8   | CA Colón                  | 22    | 3  | 13  | 6   | 19  | 17   | 23    |
| 9   | Newell’s Old Boys         | 22    | 5  | 7   | 10  | 17  | 22   | 27    |
| 10  | Argentinos Juniors        | 22    | 4  | 7   | 11  | 15  | 21   | 43    |
| 11  | Atlanta Buenos Aires      | 22    | 3  | 8   | 11  | 14  | 23   | 35    |
| *   | półfinał                  |       |    |     |     |     |      |       |
| *   | Nacional                  |       |    |     |     |     |      |       |
| *   | Promocional               |       |    |     |     |     |      |       |
| *   | Reclasificatorio          |       |    |     |     |     |      |       |

| Poz | Klub                        | Mecze | Zw | Rem | Por | Pkt | BrZd | BrStr |
| --- | --------------------------- | ----- | -- | --- | --- | --- | ---- | ----- |
| 1   | CA Platense                 | 22    | 13 | 2   | 7   | 28  | 40   | 28    |
| 2   | Independiente               | 22    | 10 | 7   | 5   | 27  | 33   | 15    |
| 3   | Rosario Central             | 22    | 9  | 8   | 5   | 26  | 24   | 22    |
| 4   | San Lorenzo de Almagro      | 22    | 10 | 5   | 7   | 25  | 32   | 27    |
| 5   | Ferro Carril Oeste          | 22    | 9  | 6   | 7   | 24  | 23   | 21    |
| 6   | River Plate                 | 22    | 9  | 5   | 8   | 23  | 31   | 23    |
| 7   | Gimnasia y Esgrima La Plata | 22    | 8  | 5   | 9   | 21  | 25   | 32    |
| 8   | CA Banfield                 | 22    | 6  | 8   | 8   | 20  | 21   | 22    |
| 9   | Unión Santa Fe              | 22    | 5  | 10  | 7   | 20  | 21   | 25    |
| 10  | Deportivo Español           | 22    | 5  | 6   | 11  | 16  | 20   | 36    |
| 11  | Chacarita Juniors           | 22    | 4  | 7   | 11  | 15  | 26   | 47    |
| *   | półfinał                    |       |    |     |     |     |      |       |
| *   | Nacional                    |       |    |     |     |     |      |       |
| *   | Promocional                 |       |    |     |     |     |      |       |
| *   | Reclasificatorio            |       |    |     |     |     |      |       |

### 1/2 finału
| Data            | Mecz |
| --------------- | --- |
| 3 sierpnia 1967 | Estudiantes La Plata – CA Platense 4:3 Marcos Conigliaro, Juan R. Verón, Carlos Bilardo, Raúl Madero (k) - Fernando L. Lavezzi, Carlos A. Bulla (2) mecz rozegrany został na stadionie klubu Boca Juniors |
| 4 sierpnia 1967 | Racing Club de Avellaneda – Independiente 2:0 Norberto Raffo (2) |

### Finał
| Data            | Mecz |
| --------------- | --- |
| 6 sierpnia 1967 | Estudiantes La Plata – Racing Club de Avellaneda 3:0(0:0) mecz rozegrany został na stadionie klubu San Lorenzo de Almagro Widzowie: 59 453 Sędzia: Guillermo Nimo. Bramki: 1:0 Madero 52, 2:0 Verón 69, 3:0 Ribaudo 72 Club Estudiantes de La Plata : Alberto José Poletti – Ramón Alberto Aguirre Suárez, Hugo Spadaro, Oscar Miguel Malbernat, Raúl Horacio Madero, Carlos Oscar Pachamé; Felipe Ribaudo, Carlos Salvador Bilardo, Marcos Norberto Conigliario, Juan Miguel Echecopar, Juan Ramón Verón. Racing Club de Avellaneda : Antonino Rodolfo Spilinga – Oscar Pedro Gómez, Nelson Pedro Chabay, Oscar Raimundo Martín, Miguel Ángel Mori, Alfio Basile; Joăo Cardoso Esteves, Fernando David Parenti, Norberto Santiago Raffo, Juan José Rodríguez, Humberto Dionisio Maschio. |

Mistrzem Argentyny Metropolitano został klub Estudiantes La Plata.

### Klasyfikacja strzelców bramek Metropolitano 1967
| Gole | Piłkarz         | Klub                        |
| ---- | --------------- | --------------------------- |
| 18   | Bernardo Acosta | Club Atlético Lanús         |
| 17   | Juan Carone     | CA Vélez Sarsfield          |
| 16   | Aníbal Tarabini | Independiente               |
| 11   | Adolfo Bielli   | Rosario Central             |
| 11   | Oscar López     | Gimnasia y Esgrima La Plata |
| 11   | Alfredo Obberti | CA Huracán                  |

### Reclasificatorio 1
| Data             | Mecz |
| ---------------- | --- |
| 11 sierpnia 1967 | Atlanta Buenos Aires – Argentinos Juniors 4:1                                                                                   |
| 13 sierpnia 1967 | CA Tigre – Newell’s Old Boys 0:0                                                                                                |
| 13 sierpnia 1967 | Deportivo Español – Chacarita Juniors 1:1 Alberto Cattania - Ángel Marcos mecz rozegrany został na stadionie klubu Boca Juniors |
| 13 sierpnia 1967 | Almagro Buenos Aires – Unión Santa Fe 0:2 Omar Asencio, Pedro Mansilla                                                          |
| 13 sierpnia 1967 | Los Andes Buenos Aires – Defensores de Belgrano Buenos Aires 2:0 Emir Scianda, Rubén A. Zárate                                  |

### Reclasificatorio 2
| Data             | Mecz                                                                                          |
| ---------------- | --------------------------------------------------------------------------------------------- |
| 18 sierpnia 1967 | Chacarita Juniors – Newell’s Old Boys 0:0 mecz rozegrany został na stadionie klubu CA Huracán |
| 20 sierpnia 1967 | Los Andes Buenos Aires – CA Tigre 0:0                                                         |
| 20 sierpnia 1967 | Defensores de Belgrano Buenos Aires – Almagro Buenos Aires 0:1 Albino Valentini               |
| 20 sierpnia 1967 | Unión Santa Fe – Atlanta Buenos Aires 1:0 Héctor Lazzarini s                                  |
| 20 sierpnia 1967 | Argentinos Juniors – Deportivo Español 0:1 Alberto Cattania                                   |

### Reclasificatorio 3
| Data             | Mecz |
| ---------------- | --- |
| 25 sierpnia 1967 | Deportivo Español – Unión Santa Fe 0:2 Jorge Esclavo, Julio C. Fernández (k) mecz rozegrany został na stadionie klubu San Lorenzo de Almagro |
| 10 września 1967 | CA Tigre – Chacarita Juniors 0:0 |
| 10 września 1967 | Newell’s Old Boys – Argentinos Juniors 2:0 Roque Avallay, Ricardo Ulrich (k)                                                                 |
| 10 września 1967 | Almagro Buenos Aires – Los Andes Buenos Aires 1:1 Oscar Storti - Abel Da Graca                                                               |
| 10 września 1967 | Atlanta Buenos Aires – Defensores de Belgrano Buenos Aires 0:1 Roberto Parodi                                                                |

### Reclasificatorio 4
| Data            | Mecz |
| --------------- | --- |
| 1 września 1967 | Argentinos Juniors – Chacarita Juniors 1:0 mecz rozegrany został na stadionie klubu San Lorenzo de Almagro |
| 3 września 1967 | Almagro Buenos Aires – CA Tigre 1:1 Albino Valentini - Santiago Alé                                        |
| 3 września 1967 | Los Andes Buenos Aires – Atlanta Buenos Aires 0:1 Roberto Salomone                                         |
| 3 września 1967 | Defensores de Belgrano Buenos Aires – Deportivo Español 1:0 Juan Larrea                                    |
| 3 września 1967 | Unión Santa Fe – Newell’s Old Boys 0:1 Salvador Scoppa                                                     |

### Reclasificatorio 5
| Data             | Mecz |
| ---------------- | --- |
| 16 września 1967 | Chacarita Juniors – Unión Santa Fe 3:0 Ángel Marcos (2, 1k), Conrado Rabbito                                                      |
| 16 września 1967 | Atlanta Buenos Aires – Almagro Buenos Aires 3:1 Juan C. Puntorero, Alberto Felder s, Antonio Cabrera - Oscar Rossi                |
| 16 września 1967 | CA Tigre – Argentinos Juniors 2:0 Fernando Marchessi, Miguel A. Vargas                                                            |
| 16 września 1967 | Deportivo Español – Los Andes Buenos Aires 2:0 Raúl Pérez, Alberto Cattania mecz rozegrany został na stadionie klubu Boca Juniors |
| 17 września 1967 | Newell’s Old Boys – Defensores de Belgrano Buenos Aires 2:0 Hernán Ramírez, Roque Avallay                                         |

### Reclasificatorio 6
| Data             | Mecz                                                                                |
| ---------------- | ----------------------------------------------------------------------------------- |
| 23 września 1967 | Almagro Buenos Aires – Deportivo Español 1:0 Pedro Medina                           |
| 23 września 1967 | Los Andes Buenos Aires – Newell’s Old Boys 2:0 Abel Da Graca (2)                    |
| 23 września 1967 | Defensores de Belgrano Buenos Aires – Chacarita Juniors 0:0                         |
| 23 września 1967 | Atlanta Buenos Aires – CA Tigre 1:0 Roberto Salomone                                |
| 24 września 1967 | Unión Santa Fe – Argentinos Juniors 2:1 Mario Nogara, Héctor Vitale - Carlos Medero |

### Reclasificatorio 7
| Data                | Mecz |
| ------------------- | --- |
| 7 października 1967 | Chacarita Juniors – Los Andes Buenos Aires 0:2 Abel Da Graca (2)                                                       |
| 7 października 1967 | Deportivo Español – Atlanta Buenos Aires 0:2 Jorge Domínguez (2) mecz rozegrany został na stadionie klubu Boca Juniors |
| 7 października 1967 | Argentinos Juniors – Defensores de Belgrano Buenos Aires 2:0 Carlos Medero (2)                                         |
| 7 października 1967 | CA Tigre – Unión Santa Fe 1:0 Roberto O. Acosta                                                                        |
| 7 października 1967 | Newell’s Old Boys – Almagro Buenos Aires 2:0 Juan C. Justich, Roque Avallay                                            |

### Reclasificatorio 8
| Data                 | Mecz                                                                                   |
| -------------------- | -------------------------------------------------------------------------------------- |
| 14 października 1967 | Almagro Buenos Aires – Chacarita Juniors 3:2                                           |
| 14 października 1967 | Deportivo Español – CA Tigre 0:0 mecz rozegrany został na stadionie klubu Boca Juniors |
| 14 października 1967 | Defensores de Belgrano Buenos Aires – Unión Santa Fe 0:0                               |
| 14 października 1967 | Los Andes Buenos Aires – Argentinos Juniors 2:2                                        |
| 14 października 1967 | Atlanta Buenos Aires – Newell’s Old Boys 3:1                                           |

### Reclasificatorio 9
| Data                 | Mecz                                                                                            |
| -------------------- | ----------------------------------------------------------------------------------------------- |
| 21 października 1967 | CA Tigre – Defensores de Belgrano Buenos Aires 2:1 René Herrera (2) - Roberto Parodi            |
| 21 października 1967 | Argentinos Juniors – Almagro Buenos Aires 2:1 Héctor Gerardi, Luis Belvedere - Albino Valentini |
| 21 października 1967 | Chacarita Juniors – Atlanta Buenos Aires 0:0                                                    |
| 22 października 1967 | Unión Santa Fe – Los Andes Buenos Aires 0:0                                                     |
| 22 października 1967 | Newell’s Old Boys – Deportivo Español 2:0 Mario Zucca Silva (2)                                 |

### Reclasificatorio 10
| Data                 | Mecz |
| -------------------- | --- |
| 28 października 1967 | Argentinos Juniors – Atlanta Buenos Aires 1:1 Pedro Ornad - Jorge Domínguez                                                                       |
| 28 października 1967 | Defensores de Belgrano Buenos Aires – Los Andes Buenos Aires 1:2 Oscar Pallarés s - Rubén A. Zárate (2)                                           |
| 28 października 1967 | Chacarita Juniors – Deportivo Español 2:0 Francisco Ferraro, Ángel Marcos                                                                         |
| 29 października 1967 | Unión Santa Fe – Almagro Buenos Aires 4:4 Juan J. Etcheverry s, Héctor Vitale (2), Raúl Stanich s - Carlos Machao (2), Jorge A. Gómez s, Yadarola |
| 29 października 1967 | Newell’s Old Boys – CA Tigre 0:0 |

### Reclasificatorio 11
| Data             | Mecz                                                                                             |
| ---------------- | ------------------------------------------------------------------------------------------------ |
| 4 listopada 1967 | Deportivo Español – Argentinos Juniors 3:2 mecz rozegrany został na stadionie klubu Boca Juniors |
| 4 listopada 1967 | Newell’s Old Boys – Chacarita Juniors 1:0                                                        |
| 4 listopada 1967 | CA Tigre – Los Andes Buenos Aires 1:0                                                            |
| 4 listopada 1967 | Almagro Buenos Aires – Defensores de Belgrano Buenos Aires 2:0                                   |
| 6 listopada 1967 | Atlanta Buenos Aires – Unión Santa Fe 2:0                                                        |

### Reclasificatorio 12
| Data              | Mecz |
| ----------------- | --- |
| 11 listopada 1967 | Defensores de Belgrano Buenos Aires – Atlanta Buenos Aires 2:1 Enrique Olivieri, Jorge Dubanced - Roberto Salomone |
| 11 listopada 1967 | Chacarita Juniors – CA Tigre 3:2 Jorge Olmedo, Ernesto Alonso, Ángel Marcos (k) - René Herrera (2, 1k)             |
| 11 listopada 1967 | Argentinos Juniors – Newell’s Old Boys 0:0                                                                         |
| 11 listopada 1967 | Los Andes Buenos Aires – Almagro Buenos Aires 2:2 Abel Da Graca, Rubén A. Zárate - Carlos Machao, Albino Valentini |
| 11 listopada 1967 | Unión Santa Fe – Deportivo Español 1:1 Pedro Mansilla - Alberto Cattania                                           |

### Reclasificatorio 13
| Data              | Mecz |
| ----------------- | --- |
| 18 listopada 1967 | Deportivo Español – Defensores de Belgrano Buenos Aires 3:0 Carlos Veglio (2), Alberto Cattania mecz rozegrany został na stadionie klubu Boca Juniors |
| 18 listopada 1967 | Atlanta Buenos Aires – Los Andes Buenos Aires 2:0 Jorge Domínguez, Juan C. Puntorero                                                                  |
| 18 listopada 1967 | Newell’s Old Boys – Unión Santa Fe 3:1 Roque Avallay, Ricardo Ulrich (2, 1k) - Mario Mendoza                                                          |
| 18 listopada 1967 | Chacarita Juniors – Argentinos Juniors 2:0 Ángel Marcos, Jorge Olmedo                                                                                 |
| 18 listopada 1967 | CA Tigre – Almagro Buenos Aires 1:1 René Herrera (k) - Albino Valentini                                                                               |

### Reclasificatorio 14
| Data              | Mecz |
| ----------------- | --- |
| 25 listopada 1967 | Argentinos Juniors – CA Tigre 3:1 Carlos A. Caputo, Roberto Puppo, Fernando Mentasti - Alfredo Colarte  |
| 25 listopada 1967 | Almagro Buenos Aires – Atlanta Buenos Aires 0:0                                                         |
| 25 listopada 1967 | Los Andes Buenos Aires – Deportivo Español 0:0                                                          |
| 25 listopada 1967 | Defensores de Belgrano Buenos Aires – Newell’s Old Boys 2:2 Jorge Dubanced (2) - Ricardo Ulrich (2, 1k) |
| 25 listopada 1967 | Unión Santa Fe – Chacarita Juniors 0:0                                                                  |

### Reclasificatorio 15
| Data           | Mecz |
| -------------- | --- |
| 2 grudnia 1967 | Newell’s Old Boys – Los Andes Buenos Aires 1:1 Juan C. Gustich - Rubén A. Zárate                                                      |
| 2 grudnia 1967 | Argentinos Juniors – Unión Santa Fe 2:1 Jorge Coch (k), Fernando Mentasti - Pedro Mansilla                                            |
| 2 grudnia 1967 | CA Tigre – Atlanta Buenos Aires 2:0 Miguel A. Vargas, Fernando Marchessi                                                              |
| 2 grudnia 1967 | Chacarita Juniors – Defensores de Belgrano Buenos Aires 1:0 Ángel Marcos                                                              |
| 2 grudnia 1967 | Deportivo Español – Almagro Buenos Aires 2:0 Christian Rudzki, Alberto Cattania mecz rozegrany został na stadionie klubu Boca Juniors |

### Reclasificatorio 16
| Data           | Mecz                                                                                             |
| -------------- | ------------------------------------------------------------------------------------------------ |
| 9 grudnia 1967 | Defensores de Belgrano Buenos Aires – Argentinos Juniors 1:1 Ángel J. Tomino - Fernando Mentasti |
| 9 grudnia 1967 | Los Andes Buenos Aires – Chacarita Juniors 3:0 Alfredo Cuña, Rubén A. Zárate, Abel Da Graca      |
| 9 grudnia 1967 | Almagro Buenos Aires – Newell’s Old Boys 1:0 Oscar Storti                                        |
| 9 grudnia 1967 | Atlanta Buenos Aires – Deportivo Español 4:0 Roberto Salomone (2), Antonio Cabrera (2)           |
| 9 grudnia 1967 | Unión Santa Fe – CA Tigre 1:0 Héctor Vitale                                                      |

### Reclasificatorio 17
| Data            | Mecz |
| --------------- | --- |
| 16 grudnia 1967 | Chacarita Juniors – Almagro Buenos Aires 1:1 Francisco Ferraro - José Solari                                                                     |
| 16 grudnia 1967 | Argentinos Juniors – Los Andes Buenos Aires 2:1 Jorge Coch, Héctor Notaris - Abel Da Graca                                                       |
| 16 grudnia 1967 | Unión Santa Fe – Defensores de Belgrano Buenos Aires 1:0 Julio C. Fernández mecz rozegrany został na stadionie klubu Gimnasia y Esgrima Santa Fe |
| 16 grudnia 1967 | CA Tigre – Deportivo Español 1:1 Miguel A. Vargas - Alberto Cattania                                                                             |
| 17 grudnia 1967 | Newell’s Old Boys – Atlanta Buenos Aires 1:1 |

### Reclasificatorio 18
| Data            | Mecz |
| --------------- | --- |
| 23 grudnia 1967 | Atlanta Buenos Aires – Chacarita Juniors 2:3 Jorge Fernández, Jorge Domínguez - Carlos M. García Cambón (2), Horacio Neumann      |
| 23 grudnia 1967 | Defensores de Belgrano Buenos Aires – CA Tigre 0:1 René Herrera                                                                   |
| 23 grudnia 1967 | Los Andes Buenos Aires – Unión Santa Fe 2:1 Rubén A. Zárate, Alfredo Cuña - Mario Nogara                                          |
| 23 grudnia 1967 | Almagro Buenos Aires – Argentinos Juniors 0:1 Roberto Puppo                                                                       |
| 23 grudnia 1967 | Deportivo Español – Newell’s Old Boys 1:2 Carlos Veglio - Roque Avallay (2) mecz rozegrany został na stadionie klubu Boca Juniors |

### Tabela końcowa Reclasificatorio
| Poz | Klub                                | Mecze | Zw | Rem | Por | Pkt | BrZd | BrStr |
| --- | ----------------------------------- | ----- | -- | --- | --- | --- | ---- | ----- |
| 1   | Newell’s Old Boys                   | 18    | 8  | 7   | 3   | 23  | 20   | 12    |
| 2   | Atlanta Buenos Aires                | 18    | 9  | 4   | 5   | 22  | 27   | 14    |
| 3   | CA Tigre                            | 18    | 6  | 8   | 4   | 20  | 15   | 12    |
| 4   | Los Andes Buenos Aires              | 18    | 6  | 7   | 5   | 19  | 20   | 16    |
| 5   | Chacarita Juniors                   | 18    | 6  | 7   | 5   | 19  | 18   | 16    |
| 6   | Argentinos Juniors                  | 18    | 7  | 4   | 7   | 18  | 21   | 24    |
| 7   | Almagro Buenos Aires                | 18    | 5  | 7   | 6   | 17  | 20   | 24    |
| 8   | Unión Santa Fe                      | 18    | 6  | 5   | 7   | 17  | 17   | 20    |
| 9   | Deportivo Español                   | 18    | 5  | 5   | 8   | 15  | 15   | 21    |
| 10  | Defensores de Belgrano Buenos Aires | 18    | 3  | 4   | 11  | 10  | 9    | 23    |

Do drugiej ligi spadły Unión Santa Fe i Deportivo Español, a na ich miejsce awansowały CA Tigre i Los Andes Buenos Aires.

## Campeonato Nacional 1967
W pierwszych w historii futbolu Argentyńskiego ogólnonarodowych mistrzostwach Campeonato Nacional wzięło udział 16 klubów – 12 klubów biorących udział w mistrzostwach Metropolitano oraz 4 kluby z prowincji. Prowincjonalna czwórka została wyłoniona podczas rozgrywek klasyfikacyjnych klubów które wygrały swoje ligi prowincjonalne w roku 1966. W sezonie 1967 w mistrzostwach Nacional z regionu stołecznego Metropolitano wzięło udział dwanaście najlepszych klubów w tabeli końcowej Campeonato Metropolitano: Boca Juniors, Estudiantes La Plata, Ferro Carril Oeste, Independiente, Club Atlético Lanús, CA Platense, CA Argentino de Quilmes, Racing Club de Avellaneda, River Plate, Rosario Central, San Lorenzo de Almagro, CA Vélez Sarsfield
Do pierwszej ligi mistrzostw Nacional w sezonie 1967 zakwalifikowały się następujące kluby z prowincji: Central Córdoba Santiago del Estero, Chaco For Ever Resistencia, San Lorenzo Mar del Plata, San Martín Mendoza
W mistrzostwach Nacional 16 uczestników rozegrało mecze systemem każdy z każdym, ale bez rewanżów. Klub, który zajął pierwsze miejsce w tabeli zdobył tytuł mistrza Argentyny Nacional. Drugi w tabeli został wicemistrzem Argentyny Nacional. O kolejności w tabeli decydowała liczba punktów – jednakowa liczba punktów wymagała meczu barażowego.

### Kolejka 1
| Data             | Mecz |
| ---------------- | --- |
| 8 września 1967  | San Lorenzo de Almagro – CA Argentino de Quilmes 0:0                                                                   |
| 10 września 1967 | Racing Club de Avellaneda – San Lorenzo Mar del Plata 1:1 Norberto Raffo - Modesto Benítez                             |
| 10 września 1967 | Boca Juniors – Chaco For Ever Resistencia 3:1 Norberto Madurga (2), Oscar Pianetti - Raúl Satler s                     |
| 10 września 1967 | Central Córdoba Santiago del Estero – River Plate 0:1 Jorge Solari                                                     |
| 10 września 1967 | San Martín Mendoza – Independiente 2:3 Rubén Altolaguirre, Roberto A. Molina - Raúl Savoy (2), Omar J. Diéguez         |
| 10 września 1967 | Rosario Central – Ferro Carril Oeste 3:1 Carlos Griguol, Luis A. Giribet (2) - Reynaldo Aimonetti                      |
| 10 września 1967 | CA Platense – Estudiantes La Plata 0:2 Hugo Spadaro (k), Juan R. Verón                                                 |
| 10 września 1967 | Club Atlético Lanús – Vélez Sarsfield 2:3 Bernardo Acosta, Ángel Silva - Omar Wehbe, Jorge O. Pérez, Daniel Willington |

### Kolejka 2
| Data             | Mecz |
| ---------------- | --- |
| 15 września 1967 | Estudiantes La Plata – Club Atlético Lanús 1:0 Juan R. Verón |
| 17 września 1967 | Ferro Carril Oeste – Boca Juniors 2:2 Reynaldo Aimonetti, Ángel H. Paz - Antonio Rattín, Norberto Madurga                                                                   |
| 17 września 1967 | Independiente – Central Córdoba Santiago del Estero 6:0 Raúl Bernao, Roberto A. Tarabini (2), Luis Artime (2), Ricardo E. Pavoni                                            |
| 17 września 1967 | San Lorenzo Mar del Plata – San Lorenzo de Almagro 1:3 Ludovico Avio (k) - Narciso Doval, Rodolfo Fischer (2) mecz rozegrany został na stadionie Estadio General San Martín |
| 17 września 1967 | Chaco For Ever Resistencia – Racing Club de Avellaneda 0:1 Joao Cardoso |
| 17 września 1967 | River Plate – CA Platense 3:0 Daniel Onega, Oscar Más, Jorge Solari |
| 17 września 1967 | CA Argentino de Quilmes – Rosario Central 1:2 Félix Leeb - Aldo P. Poy, Enzo Gennoni                                                                                        |
| 17 września 1967 | Vélez Sarsfield – San Martín Mendoza 1:0 Daniel Willington |

### Kolejka 3
| Data             | Mecz |
| ---------------- | --- |
| 22 września 1967 | Racing Club de Avellaneda – Ferro Carril Oeste 0:1 Eduardo Collado                                                                                                  |
| 24 września 1967 | Club Atlético Lanús – River Plate 0:1 Oscar Más |
| 24 września 1967 | Boca Juniors – CA Argentino de Quilmes 2:0 Alfredo Rojas, Norberto Madurga                                                                                          |
| 24 września 1967 | CA Platense – Independiente 1:2 Luis Medina - Raúl Savoy, Héctor Yazalde                                                                                            |
| 24 września 1967 | San Lorenzo de Almagro – Chaco For Ever Resistencia 5:1 Rodolfo Fischer, A. Julio Miranda s, Miguel A. Tojo, Héctor Veira, Rafael Albrecht (k) - Santiago Fernández |
| 24 września 1967 | San Martín Mendoza – Estudiantes La Plata 1:2 Juan C. Forti - Carlos Bilardo, Juan Echecopar mecz rozegrany został na stadionie klubu Godoy Cruz Antonio Tomba      |
| 24 września 1967 | Rosario Central – San Lorenzo Mar del Plata 1:0 Aldo P. Poy |
| 24 września 1967 | Central Córdoba Santiago del Estero – Vélez Sarsfield 0:0 |

### Kolejka 4
| Data                | Mecz |
| ------------------- | --- |
| 29 września 1967    | Vélez Sarsfield – CA Platense 0:1 Jorge N. Miranda mecz rozegrany został na stadionie klubu San Lorenzo de Almagro                              |
| 1 października 1967 | River Plate – San Martín Mendoza 8:0 Daniel Onega (2), Ermindo Onega, Roberto Matosas (3, 2k), Jorge Solari, Ricardo Montivero                  |
| 1 października 1967 | Ferro Carril Oeste – San Lorenzo de Almagro 0:4 Narciso Doval (3, 1k), Héctor Veira                                                             |
| 1 października 1967 | Independiente – Club Atlético Lanús 5:2 Vicente de la Mata (g), Héctor Yazalde (3), Roberto A. Tarabini - Ángel Silva (2, 1k)                   |
| 1 października 1967 | Estudiantes La Plata – Central Córdoba Santiago del Estero 2:1 Juan Echecopar, Juan R. Verón - Manuel Rojas                                     |
| 1 października 1967 | Chaco For Ever Resistencia – Rosario Central 1:5 Porfirio Cáceres - Enzo Gennoni (2), Aldo P. Poy (3)                                           |
| 4 października 1967 | San Lorenzo Mar del Plata – Boca Juniors 1:2 Ludovico Avio (k) - José L. Luna (2) mecz rozegrany został na stadionie Estadio General San Martín |
| 5 października 1967 | CA Argentino de Quilmes – Racing Club de Avellaneda 1:0 Oscar López                                                                             |

### Kolejka 5
| Data                | Mecz |
| ------------------- | --- |
| 8 października 1967 | Independiente – CA Argentino de Quilmes 4:2 Héctor Yazalde (2), José O. Pastoriza, Luis Artime - Carlos A. Della Savia, Roberto Santiago                           |
| 8 października 1967 | CA Platense – Boca Juniors 1:0 Carlos A. Bulla |
| 8 października 1967 | River Plate – Ferro Carril Oeste 1:1 Roberto Matosas (k) - Reynaldo Aimonetti                                                                                      |
| 8 października 1967 | Club Atlético Lanús – Racing Club de Avellaneda 2:0 Bernardo Acosta, Juan J. De Mario (k)                                                                          |
| 8 października 1967 | Vélez Sarsfield – San Lorenzo Mar del Plata 8:1 Omar Wehbe (2), Jorge O. Pérez (2), Daniel Willington (2), Juan C. Carone (2) - Modesto Benítez                    |
| 8 października 1967 | San Martín Mendoza – San Lorenzo de Almagro 2:1 Juan C. Forti, Benito Valencia - Rodolfo Fischer mecz rozegrany został na stadionie klubu Godoy Cruz Antonio Tomba |
| 8 października 1967 | Central Córdoba Santiago del Estero – Rosario Central 0:1 José Mesiano                                                                                             |
| 8 października 1967 | Estudiantes La Plata – Chaco For Ever Resistencia 3:1 Eduardo Manera, Juan R. Verón (2, 1k) - A. González                                                          |

### Kolejka 6
| Data                 | Mecz |
| -------------------- | --- |
| 15 października 1967 | Boca Juniors – Central Córdoba Santiago del Estero 1:2 Antonio Rattín - Marcelo Aranda, Manuel Rojas                                              |
| 15 października 1967 | Chaco For Ever Resistencia – River Plate 1:3 Pedro Olivera - Ricardo Montivero, Oscar Más, Daniel Onega                                           |
| 15 października 1967 | Ferro Carril Oeste – Independiente 1:2 Carlos A. Vidal - Héctor Yazalde, Roberto A. Tarabini (k)                                                  |
| 15 października 1967 | CA Argentino de Quilmes – Vélez Sarsfield 0:2 Daniel Willington, Omar Wehbe                                                                       |
| 15 października 1967 | San Lorenzo Mar del Plata – Estudiantes La Plata 0:1 Juan Echecopar mecz rozegrany został na stadionie Estadio General San Martín                 |
| 18 października 1967 | San Lorenzo de Almagro – Club Atlético Lanús 5:2 Héctor Veira, Narciso Doval (2), Rodolfo Fischer, Rafael Albrecht (k) - Juan J. De Mario (2, 2k) |
| 18 października 1967 | Rosario Central – San Martín Mendoza 1:2 Enzo Gennoni - Benito Valencia (2)                                                                       |
| 21 listopada 1967    | Racing Club de Avellaneda – CA Platense 0:0 |

### Kolejka 7
| Data                 | Mecz |
| -------------------- | --- |
| 20 października 1967 | Estudiantes La Plata – CA Argentino de Quilmes 2:1 Eduardo Manera, Juan R. Verón (k) - Miguel A. Basílico (k)                             |
| 22 października 1967 | Independiente – Chaco For Ever Resistencia 6:0 Roberto A. Tarabini, Héctor Yazalde, Raúl Savoy, Luis Artime (2), Raúl Bernao              |
| 22 października 1967 | San Martín Mendoza – Boca Juniors 1:1 Benito Valencia - Nicolás Novello mecz rozegrany został na stadionie klubu Godoy Cruz Antonio Tomba |
| 22 października 1967 | River Plate – San Lorenzo Mar del Plata 5:0 Juan C. Sarnari (2), Daniel Onega, Oscar Más, Roberto Matosas (k)                             |
| 22 października 1967 | Vélez Sarsfield – Ferro Carril Oeste 2:1 Juan C. Carone (2) - José B. Leonardi                                                            |
| 22 października 1967 | Club Atlético Lanús – Rosario Central 1:0 Héctor Minitti                                                                                  |
| 22 października 1967 | CA Platense – San Lorenzo de Almagro 1:0 Luis Medina                                                                                      |
| 5 grudnia 1967       | Central Córdoba Santiago del Estero – Racing Club de Avellaneda 0:0                                                                       |

### Kolejka 8
| Data                 | Mecz |
| -------------------- | --- |
| 27 października 1967 | Boca Juniors – Club Atlético Lanús 3:1 Nicolás Novello, Alfredo Rojas, Norberto Madurga - Bernardo Acosta                                           |
| 29 października 1967 | San Lorenzo Mar del Plata – Independiente 0:3 Héctor Yazalde, Raúl Savoy, Luis Artime mecz rozegrany został na stadionie Estadio General San Martín |
| 29 października 1967 | CA Argentino de Quilmes – River Plate 2:1 José Yudica, Oscar López - Oscar Más                                                                      |
| 29 października 1967 | San Lorenzo de Almagro – Central Córdoba Santiago del Estero 4:1 Rafael Albrecht (k), Rodolfo Fischer (2), Héctor Veira - René Taboada              |
| 29 października 1967 | Rosario Central – CA Platense 3:0 Carlos Griguol, Aldo P. Poy, Adolfo Bielli (k)                                                                    |
| 29 października 1967 | Ferro Carril Oeste – Estudiantes La Plata 1:1 José B. Leonardi (k) - Juan R. Verón                                                                  |
| 29 października 1967 | Chaco For Ever Resistencia – Vélez Sarsfield 0:2 Juan C. Carone, Jorge O. Pérez                                                                     |
| 29 listopada 1967    | Racing Club de Avellaneda – San Martín Mendoza 2:1 Juan C. Cárdenas (2, 1k) - Rubén Ambroggi (k)                                                    |

### Kolejka 9
| Data             | Mecz |
| ---------------- | --- |
| 5 listopada 1967 | Independiente – Estudiantes La Plata 0:0 |
| 5 listopada 1967 | San Lorenzo de Almagro – Boca Juniors 4:0 Héctor Veira (4) |
| 5 listopada 1967 | River Plate – Rosario Central 3:2 Oscar Más, Ermindo Onega, Daniel Onega - Carlos Griguol, Roberto Gramajo                                                              |
| 5 listopada 1967 | San Martín Mendoza – CA Argentino de Quilmes 2:2 Juan V. Guzmán (2) - Oscar López, Miguel A. Basílico mecz rozegrany został na stadionie klubu Godoy Cruz Antonio Tomba |
| 5 listopada 1967 | CA Platense – Chaco For Ever Resistencia 3:0 Gualberto Muggione (2), Jorge N. Miranda                                                                                   |
| 5 listopada 1967 | Club Atlético Lanús – San Lorenzo Mar del Plata 0:3 Ludovico Avio (2, 1k), Domingo Rodríguez                                                                            |
| 5 listopada 1967 | Central Córdoba Santiago del Estero – Ferro Carril Oeste 1:1 Adrián Nuño - Reynaldo Aimonetti                                                                           |
| 6 grudnia 1967   | Vélez Sarsfield – Racing Club de Avellaneda 3:0 Leonardo Recúpero, José Solórzano, Jorge O. Pérez                                                                       |

### Kolejka 10
| Data              | Mecz |
| ----------------- | --- |
| 10 listopada 1967 | Estudiantes La Plata – San Lorenzo de Almagro 0:0 |
| 12 listopada 1967 | Racing Club de Avellaneda – River Plate 2:4 Alfio Basile, Joao Cardoso - Oscar Más, Ermindo Onega, Juan C. Sarnari, Daniel Onega                                           |
| 12 listopada 1967 | Rosario Central – Independiente 1:1 Ricardo Palma - Roberto A. Tarabini |
| 12 listopada 1967 | Boca Juniors – Vélez Sarsfield 3:1 Silvio Marzolini, Nicolás Novello, Norberto Madurga (k) - Jorge O. Pérez                                                                |
| 12 listopada 1967 | CA Argentino de Quilmes – Central Córdoba Santiago del Estero 3:0 Félix Leeb, Antonio Laginestra, Oscar López                                                              |
| 12 listopada 1967 | Chaco For Ever Resistencia – Club Atlético Lanús 0:2 Martín Pando, Bernardo Acosta                                                                                         |
| 12 listopada 1967 | San Lorenzo Mar del Plata – San Martín Mendoza 0:0 mecz rozegrany został na stadionie Estadio General San Martín                                                           |
| 13 listopada 1967 | Ferro Carril Oeste – CA Platense 2:2 José B. Leonardi (k), Raúl Noguera - Carlos A. Bulla, Luis Medina (k) mecz rozegrany został na stadionie klubu San Lorenzo de Almagro |

### Kolejka 11
| Data              | Mecz |
| ----------------- | --- |
| 15 listopada 1967 | Club Atlético Lanús – Ferro Carril Oeste 2:0 Ángel Silva, Juan J. De Mario (k) mecz rozegrany został na stadionie klubu CA Banfield |
| 19 listopada 1967 | River Plate – San Lorenzo de Almagro 1:0 Oscar Más                                                                                  |
| 19 listopada 1967 | Independiente – Vélez Sarsfield 1:0 Raúl Bernao                                                                                     |
| 19 listopada 1967 | Rosario Central – Estudiantes La Plata 0:0                                                                                          |
| 19 listopada 1967 | CA Platense – CA Argentino de Quilmes 1:1 Gualberto Muggione - Miguel A. Basílico                                                   |
| 19 listopada 1967 | Boca Juniors – Racing Club de Avellaneda 1:1 Norberto Madurga - Norberto Raffo                                                      |
| 19 listopada 1967 | San Martín Mendoza – Chaco For Ever Resistencia 2:1 Antonio Suárez, Sergio A. Vázquez - Julio C. Cubillas                           |
| 19 listopada 1967 | Central Córdoba Santiago del Estero – San Lorenzo Mar del Plata 3:1 Juan C. Rossi (k), José Trejo, Manuel Rojas - Modesto Benítez   |

### Kolejka 12
| Data              | Mecz |
| ----------------- | --- |
| 24 listopada 1967 | Racing Club de Avellaneda – Rosario Central 2:2 Juan C. Cárdenas (k), Roberto Perfumo - Luis A. Giribet, Aldo P. Poy                                                               |
| 25 listopada 1967 | CA Argentino de Quilmes – Club Atlético Lanús 0:1 Bernardo Acosta |
| 26 listopada 1967 | San Lorenzo de Almagro – Independiente 3:1 Rafael Albrecht (k), Alberto Rendo, Ricardo E. Coronel - Héctor Yazalde                                                                 |
| 26 listopada 1967 | River Plate – Boca Juniors 0:1 Nicolás Novello |
| 26 listopada 1967 | Vélez Sarsfield – Estudiantes La Plata 1:1 Omar Wehbe - Juan R. Verón |
| 26 listopada 1967 | Ferro Carril Oeste – San Martín Mendoza 2:1 José B. Leonardi (k), Héctor Luppo - Antonio Suárez                                                                                    |
| 26 listopada 1967 | San Lorenzo Mar del Plata – CA Platense 2:2 Miguel A. Taú, Domingo Rodríguez - Néstor Subiat, Gualberto Muggione (k) mecz rozegrany został na stadionie Estadio General San Martín |
| 26 listopada 1967 | Chaco For Ever Resistencia – Central Córdoba Santiago del Estero 2:1 Antonio M. López, E. López - L. Trejo                                                                         |

### Kolejka 13
| Data           | Mecz |
| -------------- | --- |
| 2 grudnia 1967 | San Lorenzo Mar del Plata – Ferro Carril Oeste 0:2 Carlos A. Vidal, Raúl Noguera mecz rozegrany został na stadionie Estadio General San Martín |
| 3 grudnia 1967 | Independiente – Boca Juniors 3:2 Luis Artime (2), Osvaldo Mura - Alfredo Rojas, Norberto Madurga                                               |
| 3 grudnia 1967 | Vélez Sarsfield – River Plate 2:1 Omar Wehbe, Daniel Willington - Ermindo Onega                                                                |
| 3 grudnia 1967 | Estudiantes La Plata – Racing Club de Avellaneda 2:1 Marcos Conigliaro, Felipe Ribaudo - Juan C. Cárdenas                                      |
| 3 grudnia 1967 | San Lorenzo de Almagro – Rosario Central 0:2 Luis A. Giribet, Carlos Griguol                                                                   |
| 3 grudnia 1967 | Chaco For Ever Resistencia – CA Argentino de Quilmes 1:2 Porfirio Cáceres - Oscar López (2)                                                    |
| 3 grudnia 1967 | CA Platense – Central Córdoba Santiago del Estero 1:1 Carlos A. Bulla - José Trejo                                                             |
| 3 grudnia 1967 | Club Atlético Lanús – San Martín Mendoza 3:2 Héctor Minitti, Bernardo Acosta, Ángel Silva - Osvaldo Lamelza, Salvador Noguera                  |

### Kolejka 14
| Data            | Mecz |
| --------------- | --- |
| 8 grudnia 1967  | River Plate – Independiente 0:2 Luis Artime, Osvaldo Mura |
| 10 grudnia 1967 | Boca Juniors – Estudiantes La Plata 0:0 |
| 10 grudnia 1967 | Racing Club de Avellaneda – San Lorenzo de Almagro 1:1 Juan J. Rodríguez - Pedro A. González                                                                       |
| 10 grudnia 1967 | Rosario Central – Vélez Sarsfield 1:1 Adolfo Bielli (k) - Alberto Ríos                                                                                             |
| 10 grudnia 1967 | Central Córdoba Santiago del Estero – Club Atlético Lanús 1:2 Hugo Ávila - Ángel Silva, Bernardo Acosta                                                            |
| 10 grudnia 1967 | San Martín Mendoza – CA Platense 1:4 Osvaldo Lamelza - Néstor Subiat, Luis Medina (2), Fernando L. Lavezzi mecz rozegrany został na stadionie klubu Andes Talleres |
| 10 grudnia 1967 | CA Argentino de Quilmes – San Lorenzo Mar del Plata 1:0 Félix Leeb                                                                                                 |
| 10 grudnia 1967 | Ferro Carril Oeste – Chaco For Ever Resistencia 5:1 Ángel H. Paz (3), Héctor Luppo (2) - A. Julio Miranda (k)                                                      |

### Kolejka 15
| Data            | Mecz |
| --------------- | --- |
| 15 grudnia 1967 | Rosario Central – Boca Juniors 2:0 Enzo Gennoni (2) |
| 17 grudnia 1967 | Independiente – Racing Club de Avellaneda 4:0 Roberto A. Tarabini 47k, Luis Artime 55, 68, Raúls Savoy 88                                                  |
| 17 grudnia 1967 | Estudiantes La Plata – River Plate 2:1 Raúl Madero (2, 1k) - Oscar Más                                                                                     |
| 17 grudnia 1967 | San Lorenzo de Almagro – Vélez Sarsfield 2:2 Pedro A. González, Rodolfo Fischer - Daniel Willington (2)                                                    |
| 17 grudnia 1967 | Club Atlético Lanús – CA Platense 3:2 Ramón Echenaussi, Héctor Minitti, Ángel Silva - Néstor Subiat, Fernando L. Lavezzi                                   |
| 17 grudnia 1967 | CA Argentino de Quilmes – Ferro Carril Oeste 0:1 Eduardo Collado (k)                                                                                       |
| 17 grudnia 1967 | San Lorenzo Mar del Plata – Chaco For Ever Resistencia 1:1 Modesto Benítez - Leoanrdo Rotger mecz rozegrany został na stadionie Estadio General San Martín |
| 17 grudnia 1967 | Central Córdoba Santiago del Estero – San Martín Mendoza 0:0                                                                                               |

### Końcowa tabela Nacional 1967
| Poz | Klub                                | Mecze | Zw | Rem | Por | Pkt | BrZd | BrStr |
| --- | ----------------------------------- | ----- | -- | --- | --- | --- | ---- | ----- |
| 1   | Independiente                       | 15    | 12 | 2   | 1   | 26  | 43   | 14    |
| 2   | Estudiantes La Plata                | 15    | 9  | 6   | 0   | 24  | 19   | 8     |
| 3   | CA Vélez Sarsfield                  | 15    | 8  | 4   | 3   | 20  | 28   | 14    |
| 4   | Rosario Central                     | 15    | 8  | 4   | 3   | 20  | 26   | 13    |
| 5   | River Plate                         | 15    | 9  | 1   | 5   | 19  | 33   | 15    |
| 6   | San Lorenzo de Almagro              | 15    | 7  | 4   | 4   | 18  | 32   | 15    |
| 7   | Club Atlético Lanús                 | 15    | 8  | 0   | 7   | 16  | 23   | 26    |
| 8   | Boca Juniors                        | 15    | 6  | 4   | 5   | 16  | 21   | 20    |
| 9   | Ferro Carril Oeste                  | 15    | 5  | 5   | 5   | 15  | 21   | 22    |
| 10  | CA Platense                         | 15    | 5  | 5   | 5   | 15  | 19   | 20    |
| 11  | CA Argentino de Quilmes             | 15    | 5  | 3   | 7   | 13  | 16   | 19    |
| 12  | San Martín Mendoza                  | 15    | 3  | 4   | 8   | 10  | 17   | 31    |
| 13  | Racing Club de Avellaneda           | 15    | 2  | 6   | 7   | 10  | 11   | 23    |
| 14  | Central Córdoba Santiago del Estero | 15    | 2  | 5   | 8   | 9   | 11   | 25    |
| 15  | San Lorenzo Mar del Plata           | 15    | 1  | 4   | 10  | 6   | 11   | 33    |
| 16  | Chaco For Ever Resistencia          | 15    | 1  | 1   | 13  | 3   | 11   | 44    |

Mistrzem Argentyny Nacional w roku 1967 został klub Independiente, a wicemistrzem Argentyny Nacional – Estudiantes La Plata. Oba kluby zakwalifikowały się do Copa Libertadores 1968.

### Klasyfikacja strzelców bramek Nacional 1967
| Gole | Piłkarz           | Klub                   |
| ---- | ----------------- | ---------------------- |
| 11   | Luis Artime       | Independiente          |
| 10   | Héctor Yazalde    | Independiente          |
| 9    | Oscar Más         | River Plate            |
| 9    | Héctor Veira      | San Lorenzo de Almagro |
| 8    | Norberto Madurga  | Boca Juniors           |
| 8    | Juan Verón        | Estudiantes La Plata   |
| 8    | Daniel Willington | CA Vélez Sarsfield     |

## Torneo Promocional
W Torneo Promocional wzięły udział cztery kluby z ligi Metropolitano oraz cztery najlepsze kluby z prowincji, które nie zdołały zakwalifikować się do pierwszej ligi argentyńskiej Nacional.

### Promocional 1
| Data             | Mecz |
| ---------------- | --- |
| 10 września 1967 | Olimpo Bahía Blanca – CA Huracán 1:3 Héctor Llorente - Jorge Davino, Adolfo García s, Miguel A. Loayza                                                 |
| 10 września 1967 | Gimnasia y Esgrima La Plata – CA Banfield 0:0 |
| 10 września 1967 | Atlético de la Juventud Santa Lucía – Sportivo Guzmán Tucumán 1:1 Hugo Riveros - Víctor Safe mecz rozegrany został na stadionie Estadio Parque de Mayo |
| 10 września 1967 | Racing Córdoba – CA Colón 1:1 Ricardo Videla - Sebastián García                                                                                        |

### Promocional 2
| Data             | Mecz |
| ---------------- | --- |
| 17 września 1967 | Sportivo Guzmán Tucumán – Olimpo Bahía Blanca 1:1 Víctor Safe - Héctor Llorente                                                           |
| 17 września 1967 | CA Colón – Atlético de la Juventud Santa Lucía 2:1 Eduardo Flores González, Carlos Ferreyra - Pedro Rodríguez                             |
| 17 września 1967 | CA Huracán – Gimnasia y Esgrima La Plata 3:2 Mario Sotero, Luis Vera Díaz, Roberto Di Plácido s - Carlos M. Conde Méndez, Carlos Castillo |
| 17 września 1967 | CA Banfield – Racing Córdoba 3:2 Mario Chaldú, Juan C. Zapata, Eliseo Álvarez - Mario Carballo, Luis Ciaccia                              |

### Promocional 3
| Data             | Mecz |
| ---------------- | --- |
| 24 września 1967 | Atlético de la Juventud Santa Lucía – CA Banfield 2:5 Daniel Juárez, Hugo Riveros - Roberto Zárate, Eliseo Álvarez (2), Francisco Monárdez, Juan C. Zapata   |
| 24 września 1967 | Racing Córdoba – CA Huracán 4:2 José Solvez, Ricardo Videla (3, 1k) - Hugo Tedesco, Luis Vera Díaz mecz rozegrany został na stadionie klubu Belgrano Córdoba |
| 24 września 1967 | Olimpo Bahía Blanca – CA Colón 2:3 Osvaldo Loverde, Héctor Llorente - Carlos Ferreyra, Agustín Balbuena (2)                                                  |
| 24 września 1967 | Gimnasia y Esgrima La Plata – Sportivo Guzmán Tucumán 3:1 Jorge Spedaletti, Carlos Castillo (2, 1k) - Ernesto Díaz                                           |

### Promocional 4
| Data                | Mecz |
| ------------------- | --- |
| 1 października 1967 | CA Banfield – Olimpo Bahía Blanca 8:0 Eliseo Álvarez (2), Rubén Bertulessi (k), Mario Chaldú (3), Juan C. Zapata, Roberto Zárate (k)                |
| 1 października 1967 | CA Huracán – Atlético de la Juventud Santa Lucía 8:2 Oscar Fuentes (2), Miguel A. Loayza (2), Jorge Davino (3), Miguel Brindisi - Daniel Juárez (2) |
| 1 października 1967 | CA Colón – Gimnasia y Esgrima La Plata 1:1 Eduardo Flores González - Jorge Spedaletti                                                               |
| 1 października 1967 | Sportivo Guzmán Tucumán – Racing Córdoba 0:0 |

### Promocional 5
| Data                | Mecz |
| ------------------- | --- |
| 6 października 1967 | CA Banfield – CA Colón 1:0                                                                                                  |
| 8 października 1967 | Olimpo Bahía Blanca – Atlético de la Juventud Santa Lucía 4:2 Oscar Manrique (2), Héctor Llorente (2) - Pedro Rodríguez (2) |
| 8 października 1967 | Racing Córdoba – Gimnasia y Esgrima La Plata 0:1 Jorge Spedaletti mecz rozegrany został na stadionie klubu Belgrano Córdoba |
| 8 października 1967 | CA Huracán – Sportivo Guzmán Tucumán 3:0 Julio Bordatto, Jorge Davino (2, 1k)                                               |

### Promocional 6
| Data                 | Mecz |
| -------------------- | --- |
| 15 października 1967 | Sportivo Guzmán Tucumán – CA Colón 2:2 Juan C. Romano, Julio Núñez - Raúl Cardozo Crespo, Carlos Ferreyra mecz rozegrany został na stadionie klubu Atlético Tucumán               |
| 15 października 1967 | Gimnasia y Esgrima La Plata – Olimpo Bahía Blanca 3:0 Néstor Borgogno, Juan C. Trebucq, Carlos Castillo                                                                           |
| 15 października 1967 | Atlético de la Juventud Santa Lucía – Racing Córdoba 3:2 Carlos Rodríguez, Hugo Riveros (2) - José Soto, Ricardo Videla mecz rozegrany został na stadionie Estadio Parque de Mayo |
| 15 października 1967 | CA Banfield – CA Huracán 0:1 Miguel Brindisi |

### Promocional 7
| Data                 | Mecz |
| -------------------- | --- |
| 22 października 1967 | CA Huracán – CA Colón 1:1 Miguel A. Loayza - Armando Mareque |
| 22 października 1967 | Olimpo Bahía Blanca – Racing Córdoba 3:1 Héctor Llorente, Elías Bazerque, Osvaldo Mosconi - Mario Carballo                                                                            |
| 22 października 1967 | Sportivo Guzmán Tucumán – CA Banfield 4:2 Manuel Rotti (2), Julio Núñez, Víctor Safe - Rubén Bertulessi, Francisco Monárdez mecz rozegrany został na stadionie klubu Atlético Tucumán |
| 22 października 1967 | Atlético de la Juventud Santa Lucía – Gimnasia y Esgrima La Plata 0:1 Juan C. Trebucq                                                                                                 |

### Promocional 8
| Data                 | Mecz |
| -------------------- | --- |
| 29 października 1967 | CA Huracán – Olimpo Bahía Blanca 0:0 |
| 29 października 1967 | CA Colón – Racing Córdoba 1:0 Eduardo Flores González |
| 29 października 1967 | Sportivo Guzmán Tucumán – Atlético de la Juventud Santa Lucía 3:1 Manuel Rotti (2), Víctor Safe - Benito Jofré mecz rozegrany został na stadionie klubu All Boys de Tucumán |
| 29 października 1967 | CA Banfield – Gimnasia y Esgrima La Plata 2:0 Eliseo Álvarez, Rodolfo Blázquez                                                                                              |

### Promocional 9
| Data             | Mecz |
| ---------------- | --- |
| 5 listopada 1967 | Atlético de la Juventud Santa Lucía – CA Colón 1:2 Hugo Riveros - Eduardo Flores González (2) mecz rozegrany został na stadionie Estadio Parque de Mayo |
| 5 listopada 1967 | Olimpo Bahía Blanca – Sportivo Guzmán Tucumán 0:4 Julio Núñez (2), Víctor Safe, Manuel Rotti                                                            |
| 5 listopada 1967 | Racing Córdoba – CA Banfield 2:0 Ricardo Videla (2) |
| 5 listopada 1967 | Gimnasia y Esgrima La Plata – CA Huracán 3:2 |

### Promocional 10
| Data              | Mecz |
| ----------------- | --- |
| 12 listopada 1967 | CA Colón – Olimpo Bahía Blanca 3:0 Carlos A. Colman, Roberto González, Néstor Canevari (k)                                                            |
| 12 listopada 1967 | CA Banfield – Atlético de la Juventud Santa Lucía 6:1 Mario Chaldú (3), Eliseo Álvarez, Roberto Zárate, Francisco Monárdez - Ángel Vega (2)           |
| 12 listopada 1967 | CA Huracán – Racing Córdoba 4:0 Oscar Fuentes, Miguel A. Loayza, Jorge Davino, Miguel Brindisi                                                        |
| 12 listopada 1967 | Sportivo Guzmán Tucumán – Gimnasia y Esgrima La Plata 0:2 Jorge Spedaletti, Antonio Rosl mecz rozegrany został na stadionie klubu All Boys de Tucumán |

### Promocional 11
| Data              | Mecz |
| ----------------- | --- |
| 17 listopada 1967 | Gimnasia y Esgrima La Plata – CA Colón 5:0                                                                           |
| 19 listopada 1967 | Racing Córdoba – Sportivo Guzmán Tucumán 0:3 Víctor Safe, Julio Núñez, Ernesto Díaz                                  |
| 19 listopada 1967 | Olimpo Bahía Blanca – CA Banfield 0:6 Rodolfo Blázquez, Rubén Bertulessi (2, 2k), Eliseo Álvarez (2), Juan C. Zapata |
| 19 listopada 1967 | Atlético de la Juventud Santa Lucía – CA Huracán 1:3 mecz rozegrany został na stadionie Estadio Parque de Mayo       |

### Promocional 12
| Data              | Mecz |
| ----------------- | --- |
| 25 listopada 1967 | Gimnasia y Esgrima La Plata – Racing Córdoba 6:1 Hugo Londero (5, 1k), Jorge Spedaletti - Rubén Loyola                                                                      |
| 26 listopada 1967 | CA Colón – CA Banfield 2:2 Roberto González, Agustín Balbuena - Roberto Zárate, Eliseo Álvarez                                                                              |
| 26 listopada 1967 | Atlético de la Juventud Santa Lucía – Olimpo Bahía Blanca 1:4 Rogelio Pacheco - Héctor Llorente, Borrendo (3, 1k) mecz rozegrany został na stadionie Estadio Parque de Mayo |
| 26 listopada 1967 | Sportivo Guzmán Tucumán – CA Huracán 0:3 Miguel A. Loayza, Jorge Davino (2) mecz rozegrany został na stadionie klubu All Boys de Tucumán                                    |

### Promocional 13
| Data           | Mecz                                                     |
| -------------- | -------------------------------------------------------- |
| 1 grudnia 1967 | CA Huracán – CA Banfield 3:1                             |
| 3 grudnia 1967 | CA Colón – Sportivo Guzmán Tucumán 5:0                   |
| 3 grudnia 1967 | Olimpo Bahía Blanca – Gimnasia y Esgrima La Plata 1:2    |
| 3 grudnia 1967 | Racing Córdoba – Atlético de la Juventud Santa Lucía 1:2 |

### Promocional 14
| Data            | Mecz |
| --------------- | --- |
| 10 grudnia 1967 | Gimnasia y Esgrima La Plata – Atlético de la Juventud Santa Lucía 6:0 Juan C. Trebucq, Walter Durso (2), Néstor Borgogno, Jorge Spedaletti (2) |
| 10 grudnia 1967 | CA Banfield – Sportivo Guzmán Tucumán 1:1 Juan C. Zapata - Víctor Safe                                                                         |
| 10 grudnia 1967 | CA Colón – CA Huracán 0:0 |
| 10 grudnia 1967 | Racing Córdoba – Olimpo Bahía Blanca 2:1 Carlos Alcaraz (2) - Rubén Flores                                                                     |

### Tabela końcowa Torneo Promocional
| Poz | Klub                                | Mecze | Zw | Rem | Por | Pkt | BrZd | BrStr |
| --- | ----------------------------------- | ----- | -- | --- | --- | --- | ---- | ----- |
| 1   | Gimnasia y Esgrima La Plata         | 14    | 10 | 2   | 2   | 22  | 35   | 11    |
| 2   | CA Huracán                          | 14    | 9  | 3   | 2   | 21  | 36   | 15    |
| 3   | CA Colón                            | 14    | 6  | 6   | 2   | 18  | 23   | 17    |
| 4   | CA Banfield                         | 14    | 7  | 3   | 4   | 17  | 37   | 18    |
| 5   | Sportivo Guzmán Tucumán             | 14    | 4  | 5   | 5   | 13  | 20   | 24    |
| 6   | Olimpo Bahía Blanca                 | 14    | 3  | 2   | 9   | 8   | 17   | 39    |
| 7   | Racing Córdoba                      | 14    | 3  | 2   | 9   | 8   | 16   | 30    |
| 8   | Atlético de la Juventud Santa Lucía | 14    | 2  | 1   | 11  | 5   | 18   | 48    |

Zwycięzcą Torneo Promocional został klub Gimnasia y Esgrima La Plata.